# Lord Palmerston
Henry John Temple, 3.er vizconde de Palmerston KG GCB PC, también conocido como Lord Palmerston o simplemente como Henry Temple (Westminster, 20 de octubre de 1784-Brocket Hall, Hertfordshire, 18 de octubre de 1865), fue un político británico que ocupó el cargo de primer ministro del Reino Unido a mediados del siglo XIX durante dos ocasiones (1855-58 y 1859-65). Dominó los asuntos exteriores británicos en el período que va desde 1830 hasta 1865, cuando el Reino Unido estaba en la cumbre de su poder imperial. Participó en el gobierno continuadamente desde el año 1807 hasta el día de su fallecimiento en 1865. Comenzó su carrera parlamentaria como tory, luego se pasó a los whigs en 1830, y se convirtió en el primer primer ministro del recientemente creado Partido Liberal en 1859. 
Palmerston sucedió en su nobleza irlandesa a su padre en 1802. Se convirtió en miembro del Parlamento, por los tories, en 1807 (su nobleza irlandesa no le impedía obtener un asiento en la Cámara de los Comunes, porque no le permitía sentarse en la Cámara de los Lores). Desde 1809 hasta 1828 sirvió como secretario en Guerra (Secretary at War), en cuyo puesto fue responsable de organizar las finanzas del ejército. Logró rango de gabinete por vez primera en 1827, cuando George Canning fue nombrado primer ministro, pero, como otros canningitas, dimitió del cargo un año después.
Sirvió como secretario de Exteriores 1830-34,  1835-41, y 1846-51. En este cargo, Palmerston respondió eficazmente a una serie de conflictos en Europa. Sus beligerantes acciones como Secretario de Exteriores, alguna de las cuales fueron muy controvertidas, han sido consideradas como prototipos de la práctica de intervencionismo liberal.
Palmerston se convirtió en ministro del Interior en el gobierno de coalición de Aberdeen, en 1852, después de la defensa peelite del nombramiento de Lord John Russell para el cargo de Secretario de Exteriores. Como Home Secretary, Palmerston emprendió varias reformas sociales, aunque se opuso a la reforma electoral. Cuando la antipatía pública sobre la política gubernamental en la Guerra de Crimea perdió el favor popular del gobierno, en 1855, Palmerston fue el único primer ministro que fue capaz de lograr una mayoría en el Parlamento. Desempeñó el cargo en dos períodos, 1855-1858 y 1859-1865, antes de morir a los 80 años de edad, unos pocos meses después de la victoria en unas elecciones generales en la que logró una mayoría incrementada. Sigue siendo, hasta la fecha, el último primer ministro que murió en el ejercicio del cargo.
Palmerston con gran habilidad controló la opinión pública al estimular el nacionalismo británico, y, a pesar del hecho de que la reina Victoria y la mayor parte de los líderes políticos desconfiaban de él, recibió y mantuvo el favor de la prensa y del pueblo, de quien recibió el afectuoso apodo de 'Pam'. Las debilidades que se alegan de Palmerston incluyeron la mala gestión de las relaciones personales, y continuos desacuerdos con la reina sobre el papel regio en la política internacional.
Los historiadores consideran a Palmerston uno de los mejores secretarios de asuntos exteriores, de la manera en que manejó las grandes crisis, su compromiso con el equilibrio de poder, que proporcionaba al Reino Unido una acción decisiva en muchos conflictos, sus habilidades analíticas, y su compromiso con los intereses británicos. Su política en relación con la India, Italia, Bélgica y España tuvo amplias consecuencias beneficiosas, que perduraron en el tiempo, para el Reino Unido: aunque las consecuencias de sus políticas hacia Francia, el Imperio otomano, y los Estados Unidos fueron más efímeras.
El pragmatismo político de Lord Palmerston se resume en una frase de un discurso: «No tenemos [los ingleses] aliados eternos, y no tenemos [los ingleses] enemigos perpetuos. Nuestros intereses son eternos y perpetuos, y nuestro deber es vigilarlos.».

## Primeros años: 1784-1806

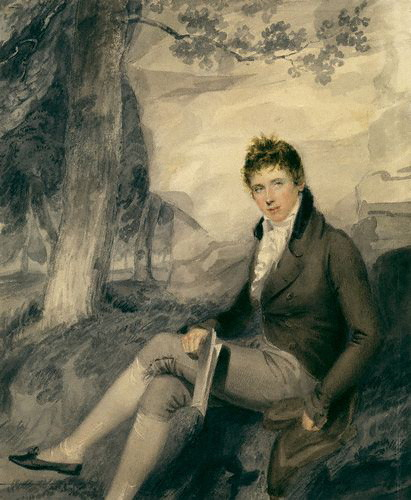
Palmerston (a los 18 años de edad) en 1802, por Thomas Heaphy.

Henry John Temple nació en la casa de su familia en Westminster en la rama irlandesa de la familia Temple el 20 de octubre de 1784. Henry se convertiría en el tercer vizconde de Palmerston a la muerte de su padre en 1802. El título de su familia procedía de la nobleza irlandesa, aunque el tercer vizconde no visitó la isla de Irlanda prácticamente nunca. Su padre fue el segundo vizconde de Palmerston (1739-1802), un noble angloirlandés, y su madre fue Mary (1752-1805), hija de Benjamin Mee, un comerciante londinense. De 1792 a 1794, el joven que con el tiempo sería Lord Palmerston acompañó a su familia en un largo viaje por el continente. Estando en Italia, Palmerston adquirió un tutor italiano, quien le enseñó a hablar y escribir con fluidez el italiano. La familia era propietaria de un enorme dominio al norte del condado de Sligo en el oeste de Irlanda. 
Fue educado en la Harrow School (1795-1800). El almirante Sir Augustus Clifford, primer Bt., fue sometido al fagging, o sea, que actuara como sirviente de Palmerston, vizconde Althorp y vizconde Duncannon y más tarde recordó a Palmerston de lejos el más misericordioso de los tres. Palmerston a menudo se vio implicado en peleas en la escuela y sus compañeros en Harrow lo recordarían como alguien que se enfrentaba a los abusones dos veces más grandes que él. El padre de Palmerston lo llevó a la Cámara de los Comunes en 1799, donde el joven Palmerston se saludó con el primer ministro, William Pitt.
Palmerston acudió después a la Universidad de Edimburgo (1800-1803), donde aprendió economía política de Dugald Stewart, un amigo de los filósofos escoceses Adam Ferguson y Adam Smith. Palmerston más tarde describió su época en Edimburgo como productora de «cualquier conocimiento útil y hábitos que poseo». Lord Minto escribió a los padres de Palmerston diciendo que el joven tenía buenas maneras y que era encantador. Stewart escribió a un amigo, hablando de Palmerston: «En lo que a temperamento y conducta se refiere, es todo lo que sus amigos puedan desear. De hecho, no puedo decir que haya visto a nadie con menos defectos en esta época de la vida, o uno que posea disposiciones más amistosas».
Palmerston sucedió a su padre en el título de vizconde de Palmerston el 17 de abril de 1802, antes de alcanzar los dieciocho años. El joven tercer Lord Palmerston heredó también el vasto dominio al norte del condado de Sligo. Más tarde construyó el castillo Classiebawn en esta finca. Palmerston fue al St John's College de Cambridge (1803-1806). Como noble, podía tomar su MA sin exámenes, pero Palmerston deseaba obtener su título a través de exámenes. Esto no se le permitió, aunque sí pudo hacer exámenes del college por separado, donde obtuvo honores de primera clase.
Después de que se declarara la guerra a Francia en 1803, Palmerston se unió a los voluntarios reunidos para oponerse a una invasión francesa, siendo uno de los tres oficiales en la unidad por el St John's College. También fue nombrado Teniente-coronel comandante de los voluntarios de Romsey.

## Principios de su carrera política: 1806-1809
En febrero de 1806 Palmerston fue derrotado en la elección para la distrito electoral de la universidad de Cambridge. En noviembre fue elegido por el distrito electoral de Horsham pero perdió el asiento en enero de 1807, cuando la mayoría whig en los Comunes votó a favor de una petición para quitarlo.
Debido al mecenazgo de lord Chichester y lord Malmesbury, se le dio el puesto de lord junior del Almirantazgo en el ministerio de duque de Portland. Palmerston se presentó de nuevo por el asiento de Cambridge en mayo pero perdió por tres votos después de aconsejar a sus defensores que votaran al otro candidato tory en e distrito de dos miembros, de manera que se asegurara la elección de un tory.
Palmerston entró en el parlamento como tory por el burgo podrido de Newport en la isla de Wight en junio de 1807.
El 3 de febrero de 1808 Palmerston habló en defensa de la confidencialidad en el trabajo de la diplomacia y el bombardeo de Copenhague y la captura y destrucción de la armada danesa por la Royal Navy en la Batalla de Copenhague. Dinamarca era neutral pero Napoleón había llegado recientemente a un acuerdo con los rusos en el tratado de Tilsit para construir una alianza naval contra el Reino Unido, incluyendo el uso de la armada danesa para invadir Gran Bretaña. Para prevenir esto, los británicos ofrecieron a Dinamarca la elección de entregar su armada de manera temporal hasta el final de la guerra o la destrucción de la misma. Los daneses se negaron a ello, así que los británicos bombardearon Copenhague. Palmerston justificó el ataque en una peroración con referencia a las ambiciones de Napoleón de asumir el control de la flota danesa:

Se puede defender sobre la base de que el enorme poder de Francia le permite obligar a un estado más débil a convertirse en enemigo de Inglaterra... Es la ley de la supervivencia a lo que apela Inglaterra para justificar su forma de actuar. Se admite por el honorable caballero y sus seguidores, que si Dinamarca hubiera manifestado alguna hostilidad contra este país, entonces estaría justificado como una forma de represalia... Dinamarca obligada a la hostilidad está en la misma posición que una Dinamarca deliberadamente hostil, cuando la regla de la supervivencia entra en funcionamiento... ¿Alguien cree que Buonaparte se limitará por cualquier consideración de justicia, y no actuará en relación con Dinamarca, como lo ha hecho en otros países?... Inglaterra, según esa ley de supervivencia que es un principio fundamental de la ley de las naciones, esta justificado asegurar, y por lo tanto, obligar, a Dinamarca a una neutralidad que Francia obligatoriamente habría convertido en hostilidad activa.

En una carta a un amigo el 24 de diciembre de 1807, Palmerston describió al posterior miembro del parlamento whig Edmund Burke como posesor de «la palma de la profecía política». Esto se convertiría en una metáfora de su propia carrera al adivinar el curso de la política internacional del imperio.

## Secretario en Guerra: 1809-1828

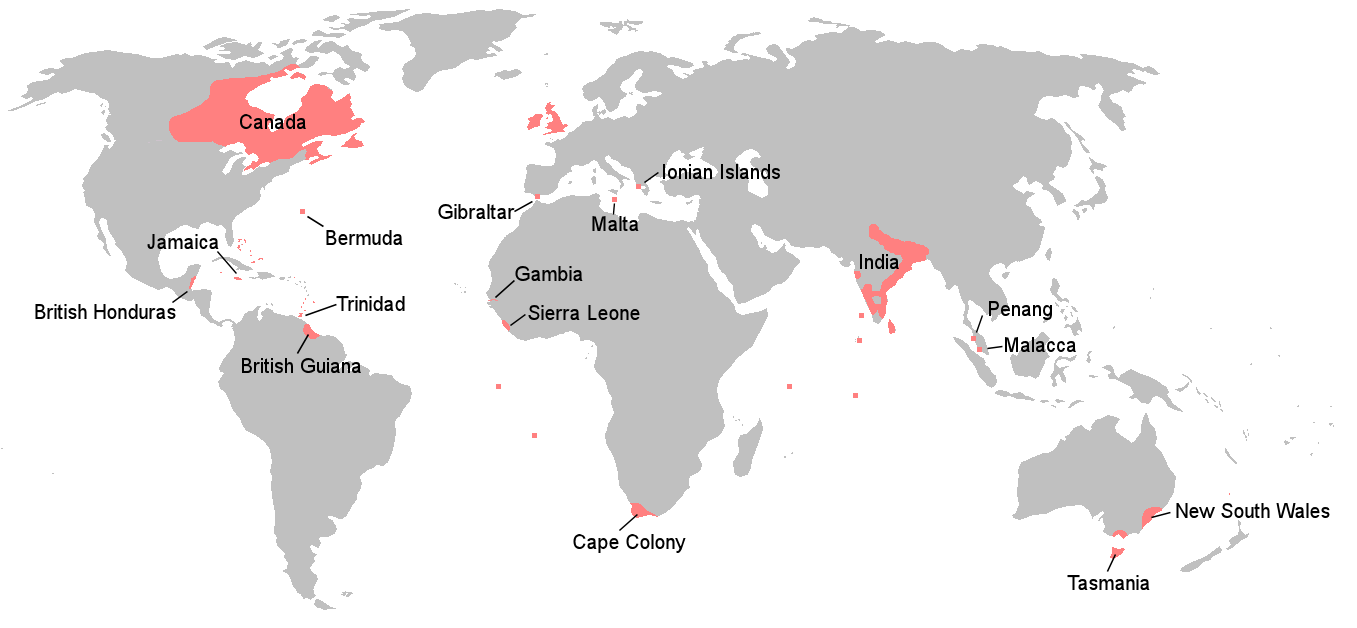
El Imperio británico al final de las guerras napoleónicas en 1815.

El discurso de Palmerston fue tan exitoso que Spencer Perceval, quien formó su gobierno en 1809, le pidió que se convirtiera en Canciller de Hacienda, entonces un cargo menos importante de lo que sería a mediados del siglo XIX. Palmerston prefirió el cargo de Secretary at War (ministro de la guerra), encargado exclusivamente con la parte financiera del ejército. Sin un asiento en el gabinete hasta 1827, permaneció en este último puesto durante veinte años.
El 1 de abril de 1818 un oficial retirado con media paga, el teniente Davies, que tenía una queja sobre su solicitud para la Oficina de Guerra por una pensión y que estaba también loco, pegó un tiro a Palmerston mientras estaba en las escaleras de la Oficina de Guerra. Sin embargo, la bala solo rozó su espalda y la herida fue ligera. Después de que Palmerston supiera que Davies estaba loco, pagó por su defensa legal en el juicio (Davies fue enviado a Bedlam).
Después del suicidio de Castlereagh en 1822, el gabinete de la administración tory de Lord Liverpool empezó a dividirse según líneas políticas. El ala más liberal del gobierno tory logró cierto fundamento, con George Canning convirtiéndose en ministro de Exteriores y líder de la Casa de los Comunes, William Huskisson defendiendo y aplicando las doctrinas del libre comercio, y la emancipación católica emergiendo como una cuestión abierta. Aunque Palmerston no estaba en el gabinete, apoyó cordialmente las medidas de Canning y sus amigos.
Cuando se retiró Lord Liverpool en abril de 1827, Canning fue llamado como primer ministro. Los más conservadores tories, incluyendo Sir Robert Peel, retiraron su apoyo, y se formó una alianza entre los miembros liberales del último ministerio y los whigs. Le ofrecieron a Palmerston el puesto de Canciller de la Hacienda, y lo aceptó, pero este nombramiento se vio frustrado por ciertas intrigas entre el rey y John Charles Herries. Palmerston siguió como ministro de la guerra, aunque ganó asiento en el gabinete por primera vez. La administración Canning acabó después de solo cuatro meses a la muerte del primer ministro, y fue seguido por el ministerio de Lord Goderich, que apenas sobrevivió al año.
Los canningitas siguieron siendo influyentes, y el duque de Wellington se apresuró a incluir a Palmerston, Huskisson, Charles Grant, William Lamb, y el conde de Dudley en el gobierno que posteriormente formó. Sin embargo, una disputa entre Wellington y Huskisson sobre el tema de la representación parlamentaria por Mánchester y Birmingham llevaron a la dimisión de Huskisson y sus aliados, incluido Palmerston. En la primavera de 1828, después de más de veinte años seguidos en el cargo, Palmerston se encontró en la oposición.
El 26 de febrero de 1828 Palmerston pronunció un discurso en favor de la emancipación católica. Sentía que era indecoroso tratar las «quejas imaginarias» de los disidentes de la iglesia establecida al mismo tiempo que las «aflicciones reales que oprimían a los católicos» de Gran Bretaña.  Palmerston también apoyó la campaña para que se aprobase la Ley de Reforma para extender el voto a más hombres en el Reino Unido. Uno de sus biógrafos ha afirmado que: «Como muchos pittitas, ahora llamados tories, era un buen whig en su corazón».  El Acta de Ayuda Católica finalmente fue aprobada por el Parlamento en 1829 cuando Palmerston estaba en la oposición. La Ley de la Gran Reforma fue aprobada por el Parlamento en 1832.

## Oposición: 1828-1830

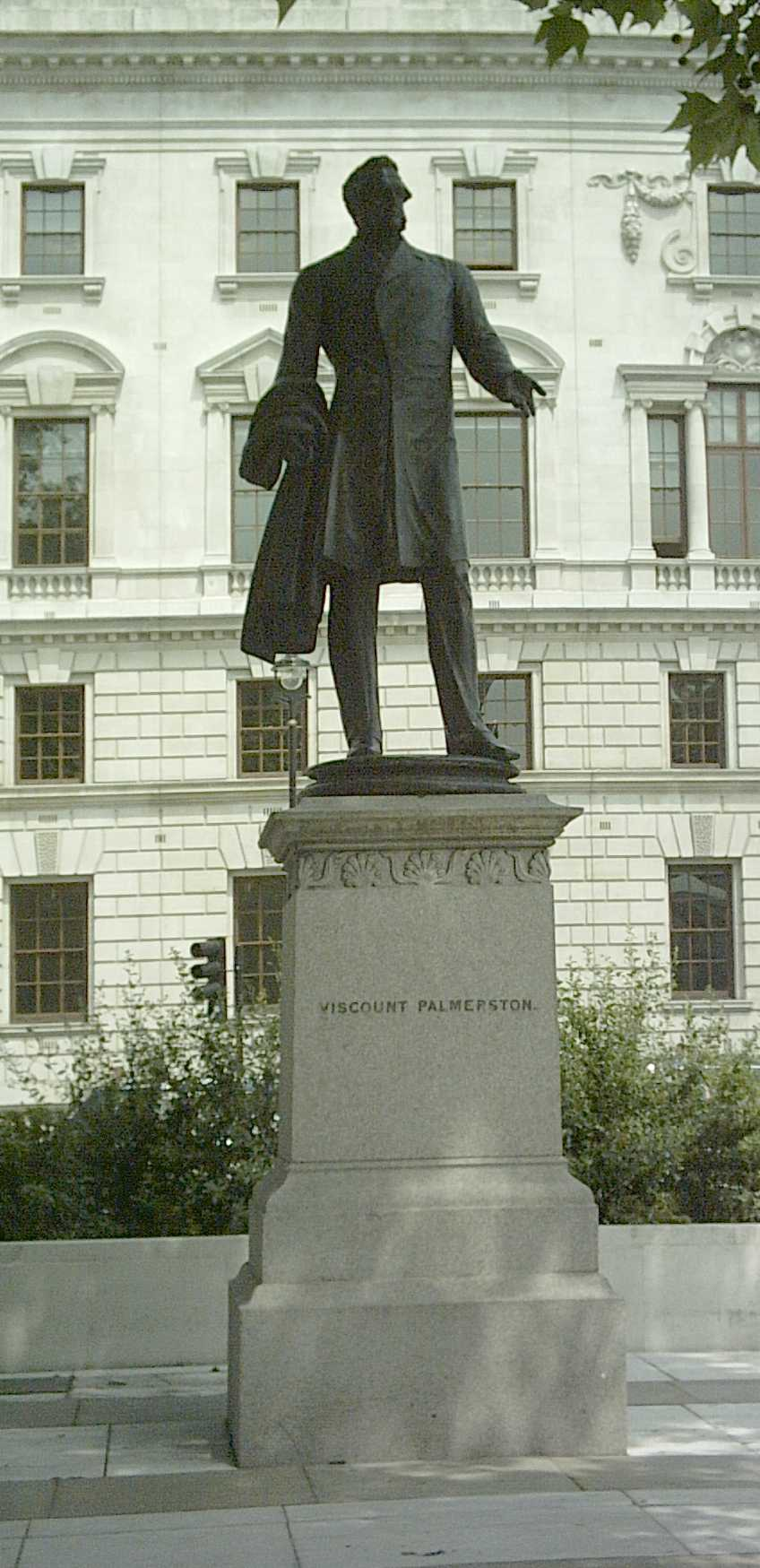
Estatua de Lord Palmerston en la Parliament Square, Londres, por Thomas Woolner.

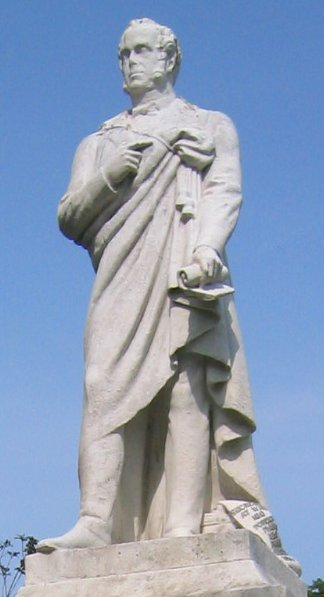
Estatua de Lord Palmerston en Southampton.

Después de pasarse a la oposición, parece que Palmerston se centró en la política exterior. Ya había urgido a Wellington que interfiriera de manera activa en la guerra de independencia de Grecia, e hizo varios viajes a París, donde advirtió con gran agudeza el próximo derrocamiento de los borbones. El 1 de junio de 1829 pronunció su primer gran discurso en materia de asuntos exteriores.

Lord Palmerston no era un orador; su lenguaje no era estudiado, y la forma de pronunciarlo en cierto sentido cortado; pero en general encontró las palabras para decir lo justo en el momento oportuno, y dirigirse a la Cámara de los Comunes en un idioma adaptado a la capacidad y temperamento de su audiencia.

El duque de Wellington hizo un intento en septiembre de 1830 de inducir a Palmerston a volver a entrar en el gabinete, pero este rechazó hacerlo sin Lord Lansdowne y Lord Grey, dos destacados whigs. Se puede decir que este es el momento en 1830, cuando su alianza de partidos cambió.

## Secretario de Asuntos Exteriores: 1830-1841
Palmerston empezó el cargo con gran energía y continuó ejerciendo su influencia allí durante veinte años; lo desempeñó desde 1830 hasta 1834, 1835 a 1841, y de 1846 a 1851. Básicamente, Palmerston fue responsable de toda la política exterior británica desde la época de las revoluciones francesa y belga de 1830 hasta diciembre de 1851. Su estilo áspero le supuso el apodo «Lord Pumice Stone» («Lord Piedra pómez»), y su forma de tratar con gobiernos extranjeros que no estaban de acuerdo con él fue la «diplomacia de cañonero» original.

### Crisis de 1830
Las revoluciones de 1830 alteraron el sistema europeo creado en 1814-15 y que para entonces estaba asentado. El Reino Unido de los Países Bajos se desgarró a la mitad por la Revolución belga, el Reino de Portugal fue el escenario de una guerra civil, y los españoles iban a colocar en el trono a la princesa Isabel, una niña. Polonia estaba en armas contra el Imperio ruso, mientras que las potencias nórdicas (Rusia, Prusia, y Austria) formaban una estrecha alianza que parecía amenazar la paz y las libertades de Europa. Los exiliados polacos pidieron al Reino Unido que interviniera contra Rusia durante el levantamiento de noviembre de 1830.
La política global de Palmerston era salvaguardar los intereses británicos, mantener la paz, el equilibrio de poder y conservar el statu quo en Europa. No tenía nada contra Rusia, y aunque en privado simpatizaba con la causa polaca, en su papel como ministro de asuntos exteriores rechazó las demandas polacas. Con problemas serios tanto en Bélgica como en Italia, y otros menores en Grecia y Portugal, buscó rebajar las tensiones europeas más que agravarlas. Por lo tanto se centró principalmente en lograr un arreglo pacífico para la crisis en Bélgica.

### Bélgica
Guillermo I de los Países Bajos apeló a las grandes potencias que lo colocaron en el trono después de las guerras napoleónicas, para que mantuvieran sus derechos. Se organizó la Conferencia de Londres de 1830 para resolver la cuestión. La solución británica implicaba la independencia de Bélgica, que Palmerston creía que contribuiría en gran medida a la seguridad del Reino Unido, pero ninguna solución era clara. Por un lado, las potencias nórdicas estaban ansiosas de defender a Guillermo I; por otro lado, muchos revolucionarios belgas, como Charles de Brouckère y Charles Rogier, apoyaban la reunión de las provincias belgas con Francia. La política británica era una alianza estrecha con Francia, pero una sujeta al equilibrio de poder en el continente, y en particular la conservación de Bélgica. Si las potencias nórdicas apoyaban a Guillermo I por la fuerza, se encontrarían con la resistencia de Francia y el Reino Unido unidos en armas. Si Francia buscase anexionarse con Bélgica, abandonaría la alianza británica y se encontraría a sí misma enfrentada a toda Europa. Al final prevaleció la política británica. Aunque el continente había estado próximo a la guerra, la paz se mantenía en los términos de Londres y el príncipe Leopoldo de Sajonia-Coburgo, el viudo de una princesa británica, fue colocado en el trono de Bélgica. Fishman dice que la conferencia de Londres fuese «una conferencia extraordinariamente exitosa» porque así «proporcionaría el marco institucional a través del cual las potencias líderes de la época salvaguardasen la paz de Europa».

### Francia, España y Portugal en la década de 1830
En 1833 y 1834 las jóvenes reinas Isabel II de España y María II de Portugal eran las representantes y la esperanza de los partidos constitucionales en sus países. Su posición estaba amenazada por sus parientes absolutistas, dom Miguel de Portugal y don Carlos de España, quienes eran sus parientes masculinos más cercanos en la línea de sucesión. Palmerston concibió y ejecutó el plan de una cuádruple alianza de los estados constitucionales de Occidente para servir de contrapunto a la alianza nórdica. Un tratado para la pacificación de la Península se firmó en Londres el 22 de febrero de 1834 y, aunque la lucha se prolongó algo en España, logró su objetivo.
Francia había sido una parte reticente al tratado, y nunca ejecutó su papel en él con demasiado celo. Luis Felipe fue acusado de favorecer secretamente a los carlistas —los defensores de don Carlos— y él rechazó una interferencia directa en España. Es probable que la duda de la corte francesa en esta cuestión se debiera a causas de la persistente hostilidad personal que Palmerston mostraba hacia el rey francés posteriormente, aunque ese sentimiento puede bien haber surgido antes. Aunque Palmerston escribió en junio de 1834 que París era «el eje de mi política exterior», las diferencias entre los dos países crecieron en una constante pero estéril rivalidad que no llevó beneficios a ninguno de ellos.

### Balcanes y Oriente Próximo: defendiendo Turquía, años 1830
Palmerston estuvo muy interesado en las cuestiones diplomáticas del este de Europa. Durante la guerra de independencia griega había apoyado con entusiasmo la causa griega y apoyado el tratado de Constantinopla por el que Grecia se independizó. Sin embargo, a partir de 1830 la defensa del imperio otomano se convirtió en uno de los puntos principales de su política. Creyó en la regeneración de Turquía, tal como escribió a Bulwer (Lord Dalling): «Todo lo que oímos sobre la decadencia del imperio turco, como que es un cadáver o tronco sin savia, y cosas parecidas, es simplemente pura tontería sin adulterar».
Sus dos grandes propósitos fueron impedir que Rusia se estableciera en el Bósforo y que Francia hiciera lo mismo en el Nilo. Consideró que el mantenimiento de la autoridad de la Sublime Puerta sería la principal barrera contra estos dos eventos.[cita requerida]

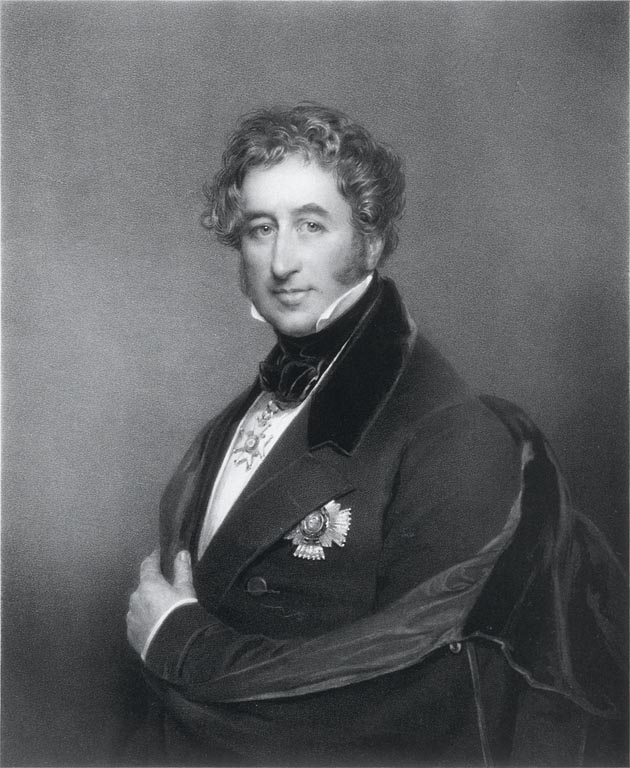
Palmerston (en su cincuentena), h. 1830-1840.

Palmerston había mantenido a lo largo de los años una sospechosa y hostil actitud hacia Rusia, cuyo gobierno autocrático ofendía sus principios liberales y cuyo crecimiento constante desafiaba la fortaleza del imperio británico. Se enojó en 1833 por el tratado de Unkiar Skelessi, un pacto de ayuda mutua entre Rusia y los otomanos, pero estuvo enfadado y hostil hacia David Urquhart, el creador del asunto Vixen, ejecutando el bloqueo ruso de Circasia a mediados de los años treinta.
A pesar de su reputación popular estuvo dudando en 1831 sobre si ayudar o no al sultán de Turquía, quien estaba amenazado por Muhammad Ali, el pachá de Egipto. Más tarde, después de los éxitos rusos, en 1833 y 1835 hizo propuestas de ayuda material, que fueron desestimadas por el gabinete. Palmerston sostuvo que «si podemos procurar con ello diez años de paz bajo la protección conjunta de las cinco potencias, y si esos años se aprovechan reorganizando el sistema interno del imperio, no hay ninguna razón por la que no se convirtiera de nuevo en una potencia respetable» y desafió la metáfora de que un país viejo, como Turquía, debería estar en tan mal estado como se justificara por la comparación: «La mitad de las conclusiones erróneas a las que llegan los hombres se deben por abusar de las metáforas, y por confundir una apariencia general o similitudes imaginarias por la identidad real». Sin embargo, cuando el poder de Muhammad Ali pareció amenazar la existencia de la dinastía otomana, dada particularmente la muerte del sultán Mahmud II el 1 de julio de 1839, logró que las grandes potencias firmaran conjuntamente una nota colectiva el 27 de julio comprometiéndose a mantener la independencia y la integridad del imperio turco para conservar la seguridad y la paz en Europa. Sin embargo, para 1840 Muhammad Ali había ocupado Siria y triunfado en la batalla de Nezib contra fuerzas turcas. Lord Ponsonby, el embajador británico en Constantinopla, vehementemente instó al gobierno británico para que interviniera. Teniendo relaciones con el pachá más estrechas que el resto, Francia rechazó implicarse en medidas coercitivas contra él a pesar de haber firmado la nota el año anterior.
Palmerston, irritado por la política egipcia de Francia, firmó la convención de Londres de 15 de julio de 1840 en Londres con Austria, Rusia y Prusia – sin el conocimiento del gobierno francés. Esta medida fue asumida con grandes dudas, y la fuerte oposición por parte de varios miembros del gabinete. Palmerston forzó la medida en parte por declarar en una carta al primer ministro, Lord Melbourne, que dimitiría del ministerio si no se adoptaba su política.
La convención de Londres otorgó a Muhammad Ali el gobierno hereditario en Egipto a cambio de la retirada de Siria y el Líbano, pero fue rechazado por el pachá. Las potencias europeas intervinieron con fuerza, y el bombardeo de Beirut, la caída de Acre, y el colapso total del poder de Muhammad Ali le siguió en rápida sucesión. La política de Palmerston fue triunfante, y el autor de ella había ganado una reputación como uno de los más poderosos hombres de estado de la época.
En septiembre de 1838, Palmerston nombró a un cónsul británico en Jerusalén, sin la habitual consulta de la Cámara de Comercio, y dio instrucciones para ayudar con la construcción de una iglesia anglicana en la ciudad, bajo las influencias de Lord Shaftesbury, un destacado sionista cristiano.

### China: Forzando el libre comercio

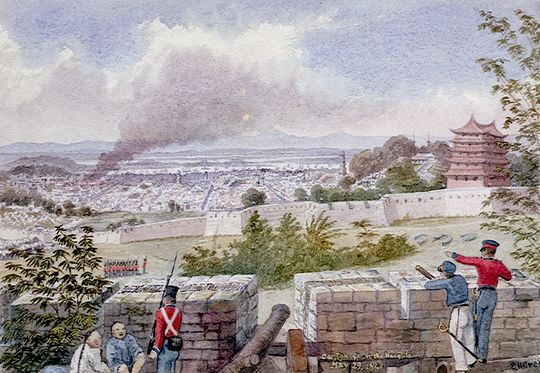
Bombardeo británico de Cantón desde las alturas que lo rodean, mayo de 1841.

China se había cerrado al mundo, permitiendo sólo un comercio limitado bajo el sistema de Cantón y sin permitir contactos diplomáticos. Palmerston vio esto como una afrenta a sus principios del libre comercio, y demandó reformas, enviando a Lord Napier a negociar en 1834. China lo rechazó, y prohibió a los comerciantes británicos llevar opio desde la India ilegalmente. El resultado fue la primera guerra del Opio, 1839-42, que acabó con la conquista de Chusan por Henry Pottinger. Más tarde cambió por la isla de Hong Kong. Bajo el tratado de Nankín, China pagó una indemnización y abrió cinco puertos abiertos al comercio mundial. Palmerston así logró su principal propósito de abrir China al comercio, aunque sus críticos se centraron en la inmoralidad del comercio del opio.
En todas estas acciones Palmerston aportaron gran vigor patriótico y energía. Esto le hizo muy popular entre la gente ordinaria del Reino Unido, pero su pasión, la propensión a actuar a través de animosidades personales, y lenguaje imperioso que lo hacían parecer peligroso y desestabilizar a los ojos de la reina y sus colegas más conservadores en el gobierno. Mientras tanto, manipuló información y la opinión pública para subrayar el control de su departamento, incluyendo controlar las comunicaciones dentro de la oficina y hacia otros oficiales. Filtró secretos a la prensa, publicó documentos seleccionados, y entregó cartas para darse a sí mismo más control y más publicidad, mientras que al tiempo azuzaba el nacionalismo británico. Se enfrentó con The Times, editado por Thomas Barnes, que no le seguía en sus estratagemas propagandistas.

## Matrimonio

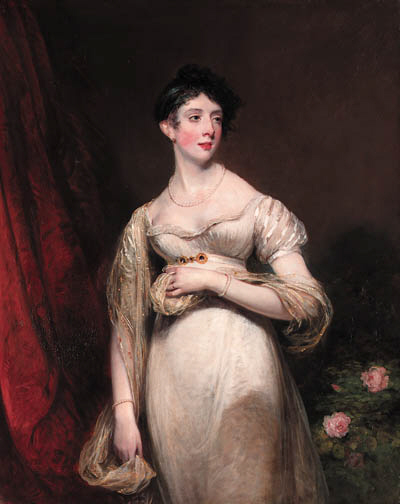
Retrato de Emily Lamb, V condesa Cowper, por William Owen, ca. 1810.

En 1839, Palmerston se casó con quien había sido su amante durante muchos años, la célebre anfitriona whig Emily Lamb, viuda de Pedro Leopoldo Luis Francisco Nassau Clavering-Cowper, V conde Cowper (1778-1837) y hermana de William Lamb, II vizconde de Melbourne. No tuvieron hijos legítimos, aunque al menos uno de los hijos putativos de Lord Cowper, Lady Emily Cowper, la esposa de Anthony Ashley-Cooper (VII conde de Shaftesbury), se creía en general que era hija biológica de Palmerston.
Palmerston residió en Brocket Hall en Hertfordshire, la herencia de su esposa. Su casa en la ciudad de Londres era Cambridge House en Piccadilly (Mayfair).
También fue propietario de Broadlands en Romsey (Hampshire).

## Oposición: 1841-46
A los pocos meses llegó a su fin la administración de Melbourne (1841) y Palmerston estuvo sin desempeñar ningún cargo durante cinco años. La crisis había pasado, pero el cambio que tuvo lugar por la sustitución de François Guizot por Adolphe Thiers en Francia, y de Lord Aberdeen por Palmerston en el Reino Unido fue un acontecimiento afortunado por la paz del mundo. Palmerston había adoptado la opinión de que la paz con Francia no era algo en lo que poder confiar, y de hecho que la guerra entre ambos países iba a ser, antes o después, inevitable. Aberdeen y Guizot inauguraron una política diferente: por confianza mutua y oficinas amistosas, tuvieron completo éxito al restaurar el entendimiento más cordial entre los dos gobiernos, y la irritación que Palmerston había inflamado gradualmente fue apagándose. Durante la administración de Sir Robert Peel, Palmerston llevó una vida retirada, pero atacó con característica amargura el tratado Webster-Ashburton con los Estados Unidos. El tratado Webster-Ashburton de 1842 resolvió varias disputas fronterizas canadienses con los Estados Unidos, particularmente la frontera entre Nueva Brunswick y el estado de Maine y entre Canadá y el estado de Minesota desde el lago Superior y el lago de los Bosques. Por mucho que lo criticase, el tratado cerró con éxito las cuestiones fronterizas por las que Palmerston había estado preocupado por mucho tiempo.
La reputación de Palmerston como un intervencionista y su impopularidad con la reina y los otros aristócratas fue tal que el intento de Lord John Russell en diciembre de 1845 para formar un ministerio fracasó porque Lord Grey rechazó unirse a un gobierno en el que Palmerston dirigiría los asuntos exteriores. Unos pocos meses después, sin embargo, los whigs regresaron al poder y Palmerston al Foreign Office (julio de 1846). Russell replicó a los críticos que las políticas de Palmerston tenían «una tendencia a producir la guerra» pero que había hecho progresar los intereses británicos sin ningún gran conflicto, aunque no del todo pacíficamente.

## Secretario de Exteriores: 1846-1851
Los años de Palmerston como secretario de exteriores, 1846-1851, implicó enfrentarse a los violentos levantamientos por toda Europa – fue apodado «el ministro de la pólvora» por su biógrafo David Brown.

### Francia y España, 1845

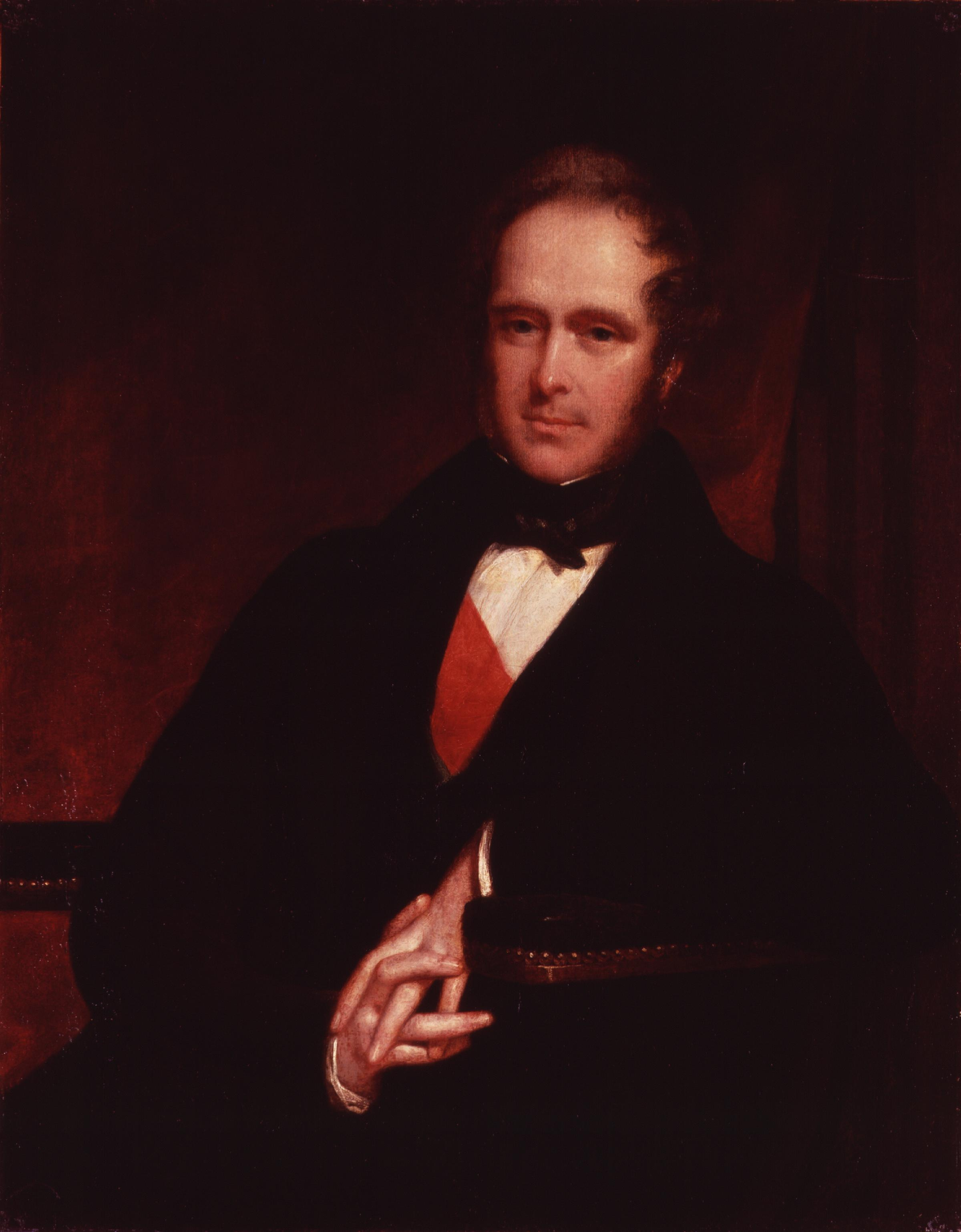
Lord Palmerston, h. 1845.

El gobierno francés consideró el nombramiento de Palmerston como signo seguro de renovación de las hostilidades. Se sirvieron de un despacho en el que se presentaba el nombre de un príncipe de Coburgo como candidato para la mano de la joven reina de España como justificación para eludir los compromisos celebrados entre Guizot y Lord Aberdeen. Por muy poco que se pueda vincular la conducta del gobierno francés en esta transacción de los matrimonios españoles, lo cierto es que se originó en la creencia de que en Palmerston Francia tenía un enemigo inquieto y sutil. Los esfuerzos del ministro británico por derrotar los matrimonios franceses para las princesas españolas, mediante una apelación al Tratado de Utrecht y las otras potencias de Europa, fueron totalmente infructuosos; Francia ganó el juego, aunque no sin cierta pérdida de honorable reputación.
El historiador David Brown rechaza la interpretación tradicional en el sentido de que Aberdeen había forjado una entente cordiale con Francia a principios de los años 1840 con lo cual el beligerante Palmerston después de 1846 destruyó esa relación amistosa. Brown argumenta que como ministro de exteriores desde 1846 hasta 1851 y posteriormente como primer ministro, Palmerston buscó mantener el equilibrio de poder en Europa, a veces incluso alineándose con Francia para hacerlo.

### Hambruna irlandesa
Como terrateniente anglo-irlandés, Palmerston expulsó a unos 2.000 de sus arrendatarios irlandeses por impago de renta durante la gran hambruna irlandesa que asoló Irlanda a finales de la década de 1840. Financió la emigración de arrendatarios irlandeses hambrientos al otro lado del Atlántico, a Norteamérica. Palmerston afirmó que «... cualquier gran mejora en el sistema social de Irlanda debe fundarse sobre un amplio cambio en el presente estado de la ocupación agraria [a través] de una larga, continuada y sistemática expulsión de pequeños propietarios y de Squatting Cottiers."

### Apoyo a las revoluciones exteriores
Las revoluciones de 1848 se extendieron como una conflagración por toda Europa, y sacudió todos los tronos del continente excepto los de Rusia, España y Bélgica. Palmerston simpatizaba abiertamente con los partidos revolucionarios en el extranjero. En particular, era un convencido defensor de la autodeterminación nacional, y se mantuvo firmemente del lado de las libertades constitucionales en el continente. A pesar de esto, se opuso amargamente a la independencia irlandesa, oponiéndose en particular al movimiento de la Joven Irlanda.

### Independencia de Italia
No hubo estado que considerara con más aversión que Austria. Aun así, su oposición a Austria se basó principalmente en su ocupación del noreste de Italia y su política italiana. Palmerston mantenía que la existencia de Austria como una gran potencia al norte de los Alpes era un elemento esencial en el sistema de Europa. Las antipatías y simpatías tuvieron una gran participación en los puntos de vista políticos de Palmerston, y sus simpatías habían sido apasionadamente despertadas por causa de la independencia italiana. Apoyó a los sicilianos contra el rey de Nápoles, e incluso permitió que se les enviaran armas del arsenal de Woolwich. Aunque él había esforzado en contener al rey de Cerdeña de su temerario ataque sobre las fuerzas superiores de Austria, obtuvo para él una reducción del castigo de la derrota. Austria, debilitada por la revolución, remitió un enviado a Londres para requerir la mediación del Reino Unido, basado en una amplia cesión de territorio italiano. Palmerston rechazó los términos que podría haber obtenido para el Piamonte. Después de un par de años esta ola de revolución fue reemplazada por una ola de reacción.

### Independencia de Hungría
En Hungría la guerra por la independencia de 1848 respecto al Imperio austríaco, regido por la dinastía Habsburgo, fue derrotada por el ejército conjunto de fuerzas austríacas y rusas. El príncipe Schwarzenberg asumió el gobierno del imperio con poder dictatorial. A pesar de lo que Palmerston llamó su juiciosa bottle-holding, el movimiento que había animado y aplaudido, pero al que no podía proporcional ayuda material, fue apagado por todos lados. El gobierno británico, o al menos Palmerston como su representante, fue considerado con sospecha y resentimiento por cada potencia en Europa, excepto la república francesa. Incluso aunque esto ocurrió poco después de distanciarse por el ataque de Palmerston sobre Grecia. Cuando Lajos Kossuth, el demócrata húngaro y líder de sus constitucionalistas, llegó a Inglaterra en 1851 con gran aplauso, Palmerston propuso recibirlo en Broadlands, una intención que solo fue evitada por un voto perentorio del gabinete.

### Reacción real y parlamentaria a 1848
Este estado de cosas fue considerado con el mayor disgusto por la corte británica y por la mayor parte de los ministros británicos. En muchas ocasiones, Palmerston había dado importantes pasos sin su conocimiento, lo que desaprobaban. Sobre el Foreign Office afirmó y ejerció un dominio arbitrario, que los débiles esfuerzos del primer ministro no podía controlar. La reina y el príncipe consorte no ocultaban su indignación por el hecho de que se les hacía responsable por las acciones de Palmerston por las otras cortes de Europa.
Cuando Disraeli atacó la política exterior de Palmerston, el ministro de exteriores respondió a un discurso de cinco horas por Anstey con un discurso propio de cinco horas, el primero de los dos grandes discursos en los que expresó una defensa integral de su política exterior y de intervencionismo liberal más generalmente. Defendiendo el efecto político doméstico, Palmerston declamó:

Sostengo que la auténtica política de Inglaterra... es ser defensor de la justicia y el derecho, persiguiendo el curso son moderación y prudencia, no convirtiéndose en el Quijote del mundo, sino dando el peso de su sanción moral y apoyo donde ella crea que está la justicia, y cuando sea que ella cree que se había hecho algún mal.

Tanto Russell como la reina esperaban que el otro tomara la iniciativa y echaran a Palmerston; la reina fue disuadida por su esposo el príncipe Alberto, quien se tomaba muy en serio los límites del poder constitucional, y Russell por el prestigio de Palmerston con la gente y su competencia en un gabinete por lo demás marcadamente inepto.

### Asunto de Don Pacífico
En 1847 la casa de Don Pacífico, un comerciante gibraltareño que vivía en Atenas, Grecia, fue atacado por una muchedumbre antisemita que incluía a los hijos de un ministro del gobierno griego. La policía griega no intervino en el ataque, a pesar de estar presente. Debido a que Don Pacífico era un súbdito británico, el gobierno británico expresó preocupación. En enero de 1850, Palmerston se aprovechó de las reclamaciones de Don Pacífico al gobierno griego, y bloqueó el puerto de El Pireo en el reino de Grecia. Como Grecia estaba bajo la protección conjunta de las tres potencias, Rusia y Francia protestaron contra su coerción por la flota británica.
Después de un memorable debate el 17 de junio, la política de Palmerston fue condenada por un voto de la Cámara de los Lores. La Cámara de los Comunes fue movida por Roebuck para que le diera la vuelta al rechazo, lo que hizo el 29 de junio por una mayoría de 46, después de haber oído a Palmerston el 25 de junio. Este fue el discurso más elocuente y poderoso que nunca pronunció, en el que buscó reivindicar no solo sus pretensiones sobre el gobierno griego por Don Pacífico, sino toda su administración de los asuntos exteriores.
- Wikisource contiene obras originales de o sobre Lord Palmerston.

Fue en este discurso, que duró cinco horas, que Palmerston hizo la declaración muy bien conocida de que un súbdito británico debía en cualquier lado estar protegido por el fuerte brazo del gobierno británico contra la injusticia y el mal; comparando el alcance del imperio británico con el del imperio romano, en donde un ciudadano romano podía caminar por la tierra sin ser molestados por ningún poder extranjero. Este fue el famoso discurso Civis Romanus sum («Soy un ciudadano de Roma»). Después de este discurso, la popularidad de Palmerston nunca fue mayor.

### Enfrentamiento con la reina y dimisión, 1851
A pesar de su triunfo parlamentario en el asunto de Don Pacífico, muchos de sus propios colegas y defensores criticaron el espíritu en el que se estaban desarrollando los asuntos exteriores de la Corona. La reina dirigió una minuta al primer ministro en el que hacía constar su insatisfacción con la forma en la que Palmerston eludía la obligación de someter sus medidas a la sanción real al no ser sincero con la corona. Esta minuta fue comunicada a Palmerston, quien aceptó sus críticas.
El 2 de diciembre de 1851, Luis Napoleón —que había sido elegido presidente de Francia en 1848— llevó a cabo un coup d'état disolviendo la Asamblea Nacional y arrestando a los líderes republicanos. Palmerston provadamente felicitó a Napoleón por su triunfo, señalando que la constitución del Reino Unido estaba arraigada en la historia pero que en Francia había habido cinco revoluciones desde 1789, con la Constitución francesa de 1848 siendo un «despojo del día de antes de ayer que las cabezas de chorlito de Marrast y Tocqueville inventaron para el tormento y la perplejidad de la nación francesa». Sin embargo, el gabinete decidió que el Reino Unido debía ser neutral, de manera que Palmerston pidió a sus oficiales que fueran diplomáticos. El amplio apoyo de Palmerston entre la prensa, opinión pública educada, y los británicos ordinarios causaron aprensión y desconfianza entre otros políticos y enojaron a la corte. El príncipe Alberto se quejó a Palmerston de que había enviado un despacho sin mostrarlo a la soberana. Afirmando su inocencia, Palmerston dimitió.

## Ministro del Interior: 1852-1855
Después de un breve período de gobierno conservador en minoría, el conde de Aberdeen fue designado primer ministro en un gobierno de coalición de whigs y peelitas (con Russell en el papel de ministro de Exteriores y líder de la Cámara de los Comunes). Se consideraba imposible que pudieran formar un gobierno sin Palmerston, así que fue convertido en Home Secretary en diciembre de 1852. Mucha gente consideraba que esto fue un curioso nombramiento porque la experiencia de Palmerston era tan obvio en los asuntos exteriores. Había una historia que después de una gran ola de huelgas barrió el norte de Inglaterra, la reina llamó a Palmerston para discutir la situación. Cuando ella le preguntó las últimas noticias, se dice que Palmerston replicó: «No hay noticias concretas, señora, pero parece cierto que los turcos han cruzado el Danubio».

### Reforma social
Palmerston hizo que se aprobara el Acta de Fábricas de 1853 que eliminó los vacíos legales de las anteriores y situó fuera de la ley todo el trabajo de jóvenes desde las 6 de la tarde a las 6 de la mañana. Intentó que se aprobara una ley que confirmara los derechos de los trabajadores de combinar pero esto fue impedido por la Cámara de los Lores. Introdujo la Truck Act que detuvo la práctica de los empleadores que pagaban a los trabajadores en especie en vez de dinero, o forzándoles a adquirir bienes en tiendas propiedad de los empleadores. En agosto de 1853 Palmerston introdujo la Smoke Abatement Act para combatir el creciente humo de los fuegos de carbón, un problema muy agravado por la revolución industrial. También supervisó que se aprobara la Ley de Vacunación de 1853, que fue introducida como un proyecto de ley de miembro privado, y que Palmerston convenció al gobierno para que lo apoyara. La ley obligaba a vacunar a los niños por vez primera. Palmerston puso prohibió el entierro de los muertos en las iglesias. El derecho a enterrar al muerto en iglesias se conservaba por familias cuyos antepasados había adquirido el derecho en el pasado. Palmerston se opuso a su práctica sobre la base de la salud pública y aseguró que todos los cuerpos se enterraran en un cementerio público o camposanto.

### Reforma penal
Palmerston redujo el período en que los prisioneros podían tenerse en un aislamiento carcelario de dieciocho meses a nueve. También puso fin a la deportación a Tasmania para los condenados, aprobando la Penal Servitude Act en 1853, que también redujo el máximo de las sentencias para la mayor parte de las infracciones. Palmerston hizo que se aprobara la Reformatory Schools Act en 1854 que otorgó poderes al ministro del interior para enviar a condenados juveniles a una escuela reformatorio en vez de a prisión. Se vio obligado a aceptar la enmienda que aseguraba que el reo tenía que pasar antes al menos tres meses en la cárcel. Cuando en octubre de 1854 Palmerston visitó la cárcel de Parkhurst y conversó con tres chicos internos, quedó impresionado por su comportamiento y ordenó que fueran enviados a una escuela reformatorio. Encontró insatisfactoria la ventilación en las celdas y ordenó que se mejoraran.
Palmerston se opuso fuertemente a los planes de Lord John Russell de dar el voto a sectores de las clases trabajadoras urbanas. Cuando el gabinete aprobó en diciembre de 1853 que se introdujera un proyecto de ley en la siguiente sesión parlamentaria en la forma que quería Russell, Palmerston dimitió. Sin embargo, Aberdeen le dijo que no se había tomado ninguna decisión definitiva sobre la reforma, y convenció a Palmerston para que volviera al gabinete. La Propuesta de Reforma Electora no se aprobó en el Parlamento aquel año.

### Guerra de Crimea
El exilio de Palmerston de su reino tradicional, los Asuntos Exteriores, implicó que él no tuviera pleno control sobre la política británica durante los acontecimientos que precipitaron la guerra de Crimea. Uno de sus biógrafos, Jasper Ridley, arguye que de haber controlado él la política exterior en esta época, se habría evitado la guerra en Crimea. Palmerston defendió en el gabinete, después de que las tropas rusas se concentraran en la frontera otomana en febrero de 1853, que la Royal Navy debería unirse a la flota francesa en los Dardanelos como una advertencia a Rusia. Sin embargo, fue rechazado.
En mayo de 1853 los rusos amenazaron con invadir los principados de Valaquia y Moldavia a menos que el sultán otomano accediera a sus demandas. Palmerston defendió una acción decisiva inmediata; debían enviar a la Royal Navy a los Dardanelos para ayudar a la armada turca y que el Reino Unido debería informar a Rusia de la intención de entrar en guerra con ella si invadía los principados. Sin embargo, Aberdeen objetó todas las propuestas de Palmerston. Después de una prolongada discusión, un renuente Aberdeen estuvo conforme en enviar una flota a los Dardanelos pero se opuso al resto de sus propuestas. El zar ruso estaba enojado por las acciones británicas pero no era suficiente para disuadirlo. Cuando la flota británica llegó a los Dardanelos el tiempo era malo, así que la flota se refugió en las aguas exteriores de los estrechos. Los rusos arguyeron que esto violaba la Convención de los estrechos de 1841 y por lo tanto invadió los dos principados. Palmerston creía que este era el resultado de la debilidad británica y pensaba que si se les hubiera dicho a los rusos que si ellos invadían los principados, las flotas británica y francesa entrarían en el Bósforo o el mar Negro, habrían desistido. En el gabinete, Palmerston defendió una prosecución vigorosa de la guerra contra Rusia por los británicos pero Aberdeen lo rebatió, pues quería la paz. La opinión pública estaba del lado de los turcos y con Aberdeen cada vez más impopular, Lord Dudley Stuart en febrero de 1854 anotó, «allá donde voy, solo he oído una opinión al respecto, y esa opinión ha sido pronunciada en una sola palabra, o en un solo nombre – Palmerston».

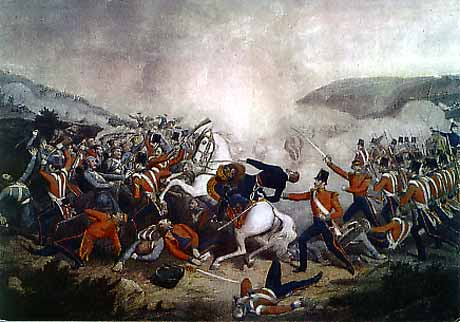
Batalla de Inkerman, noviembre de 1854.

El 28 de marzo de 1854, el Reino Unido y Francia declararon la guerra a Rusia por negarse a la retirada de los principados. La guerra progresó con lentitud, sin ganancias en el Báltico y lentas ganancias en Crimea en el largo sitio de Sebastopol (1854-1855). Creció la insatisfacción respecto al desarrollo de la guerra dentro del público en el Reino Unido y otros países, agravada por las narraciones de fiascos y fracasos, especialmente lo mal que se manejó la heroica carga de la brigada ligera en la batalla de Balaclava. La salud y las condiciones de vida de los soldados británicos era notoria y la prensa, con corresponsales en el campo, se aprovecharon de ello. Los tories exigieron un recuento de todos los soldados, la caballería y los marineros enviados a Crimea y números precisos respecto a las bajas. Cuando el Parlamento aprobó una ley para investigar por 305 votos contra 148, Aberdeen dijo que había perdido un voto de confianza y dimitió como primer ministro el 30 de enero de 1855.
La reina Victoria desconfiaba profundamente de Palmerston y le pidió primero a lord Derby que aceptara el liderazgo. Derby le ofreció a Palmerston el cargo de Secretario de Estado para la Guerra, que fue aceptado con la condición de que Clarendon siguiera como ministro de Exteriores. Clarendon rechazó esto, y Palmerston declinó la oferta de Derby y Derby posteriormente dejó de intentar formar un gobierno. La reina hizo llamar a Lansdowne pero era demasiado viejo para aceptar: de manera que se lo pidió a Russell; pero ninguno de sus antiguos colegas, excepto Palmerston, quisieron desempeñar el cargo a sus órdenes. Habiendo agotado todas las alternativas posibles, la reina invitó a Palmerston al palacio de Buckingham el 4 de febrero de 1855 para que formara un gobierno.

## Primer ministro: 1855-1858
Cuando tenía 70 años y 109 días de edad, Palmerston se convirtió en la persona más vieja en la historia política británica en ser nombrado primer ministro por vez primera. A día de hoy (2019), ningún primer ministro entró en el 10 de Downing Street por vez primera desde Palmerston ha sobrepasado este récord.

### Acabando con la guerra de Crimea

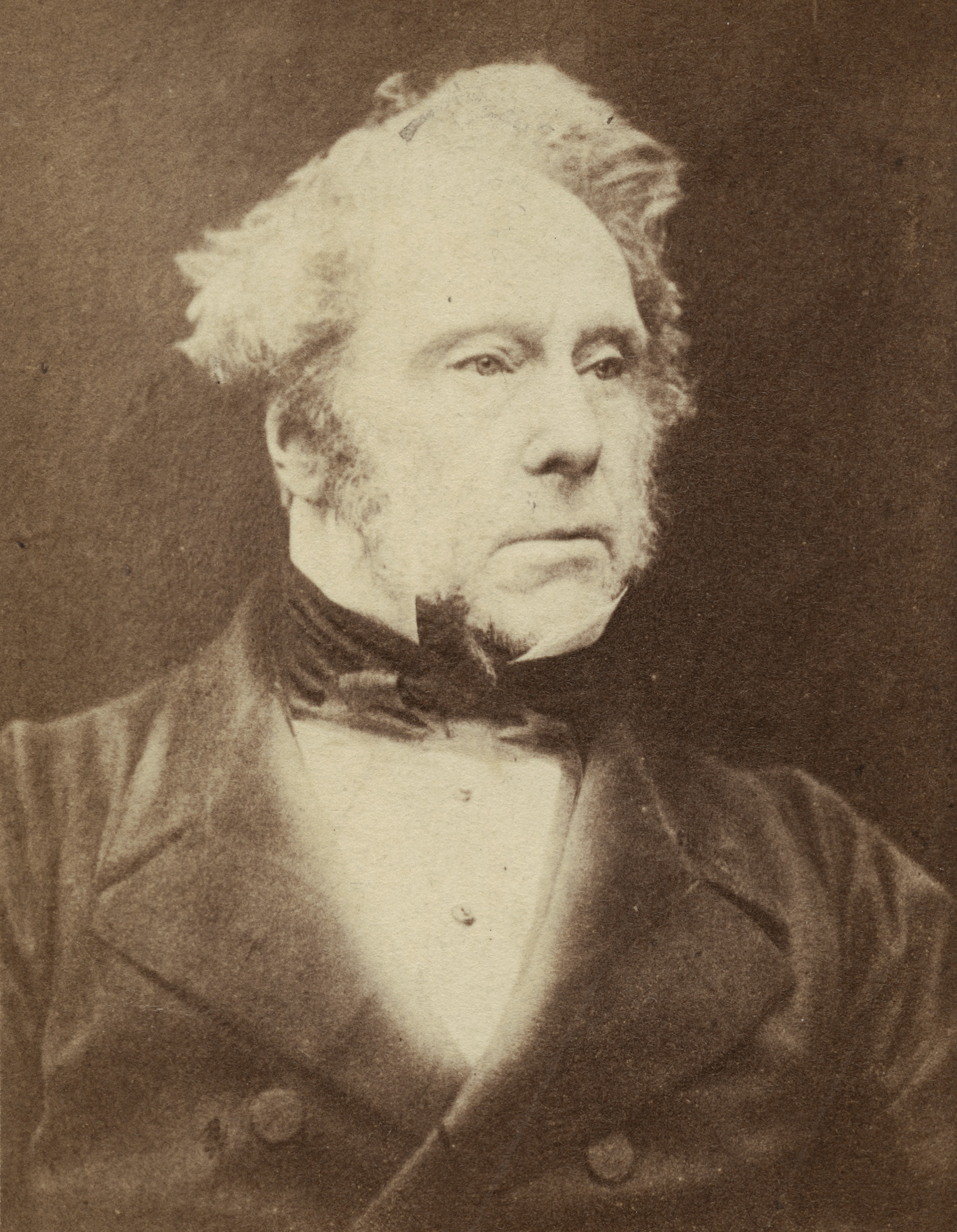
Lord Palmerston (1857).

Palmerston asumió una línea dura en la guerra; quería ampliar la lucha, especialmente en el Báltico, donde San Petersburgo podía ser amenazada por el superior poder naval británico. Su pretensión era reducir permanentemente la amenaza rusa a Europa. Suecia y Prusia deseaban unirse, y Rusia quedó sola. Sin embargo, Francia, que había enviado más soldados a la guerra que el Reino Unido, y que había sufrido bastantes más bajas, quería poner fin a la guerra, como hizo Austria. En marzo de 1855 el viejo zar murió y fue sucedido por su hijo, Alejandro II, quien deseaba hacer la paz. Sin embargo, Palmerston encontró muy suaves los términos de la paz sobre Rusia y así convenció a Napoleón III de Francia de que rompiera las negociaciones de paz hasta que Sebastopol pudiera ser capturado, poniendo a los aliados en una posición negociadora más fuerte. En septiembre finalmente cayó Sebastopol y los aliados tuvieron pleno control del teatro del mar Negro. Rusia aceptó los términos. El 27 de febrero de 1856 se firmó un armisticio y después de una negociación de un mes se firmó un acuerdo en el Congreso de París. Se aseguró la exigencia de Palmerston para un mar Negro desmilitarizado, aunque no su deseo de que Crimea se devolviera a los otomanos. El tratado de paz se firmó el 30 de marzo de 1856. En abril de 1856 Palmerston fue nombrado para la Orden de la Jarretera por Victoria.

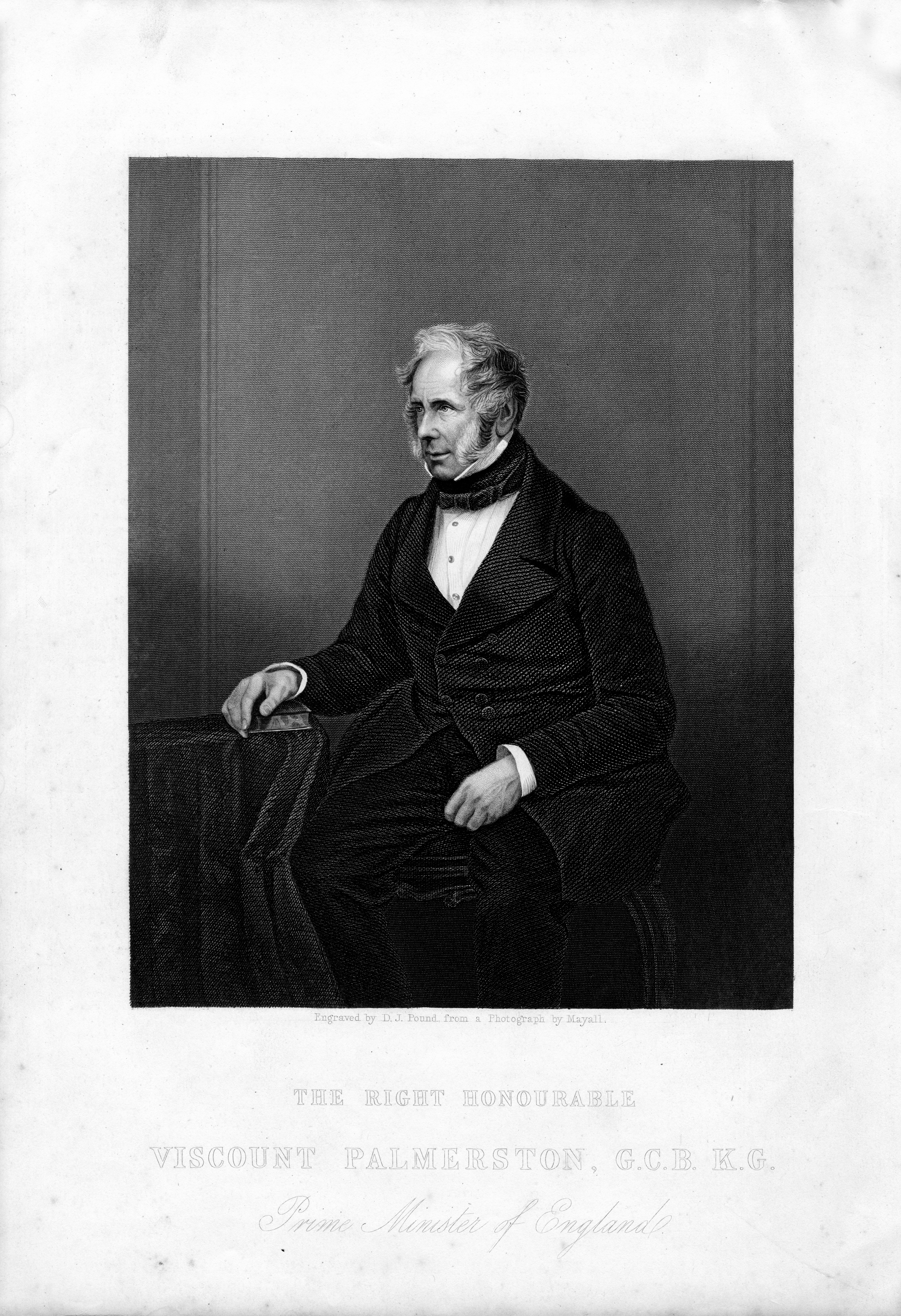
Grabado original de D.J. Pound, a partir de una fotografía de Mayall, del vizconde de Palmerston, G.C.B. K.G., primer ministro de Inglaterra. Procedente del «Supplement to the Illustrated News of the World» h. 1855-58.

### La controversia del Arrow y la segunda guerra del opio
En octubre de 1856 los chinos se apoderaron del barco pirata Arrow, y en el proceso, según el oficial británico local Harry Parkes, insultó la bandera británica. Cuando el comisionado chino Ye Mingchen rechazó disculparse, los británicos bombardearon su recinto. El comisionado represalió con una proclamación que pedía a la gente de Cantón que se «uniera para exterminar a estos problemáticos villanos ingleses» y ofreció una recompensa de $100 por cada cabeza inglesa. Las fábricas británicas fuera de la ciudad se quemaron también por los enfadados locales. Palmerston apoyó a Parkes mientras que en el parlamento la política británica fue atacada fuertemente por razones éticas por Richard Cobden y William Gladstone. Jugando la carta del patriotismo, Palmerston dijo que Cobden demostró «un sentimiento anti-inglés, una renuncia a todos esos lazos que unen a los hombres con su país y con sus compatriotas, que difícilmente habría esperado de los labios de ningún miembro de esta Cámara. Todo lo que era inglés estaba mal, y todo lo que fuera hostil a Inglaterra estaba bien». Siguió diciendo que si se planteaba una moción de censura marcaría que la Cámara habría votado «abandonar a una gran comunidad de súbditos británicos en el otro extremo del mundo ante un conjunto de bárbaros – un conjunto de bárbaros secuestradores, asesinos y envenenadores». Se llevó a cabo la moción de censura por una mayoría de dieciséis y a ello le siguió unas elecciones en 1857. La postura de Palmerston demostró ser popular entre gran parte de los trabajadores, las crecientes clases medias y los intereses financieros y comerciales del país. Con la licencia ampliada, su partido arrasó sobre una ola de sentimiento popular a una mayoría de 83, la más grande desde 1835. Cobden y John Bright perdieron sus puestos.
En China la segunda guerra del Opio (1856-1860) fue otra derrota humillante para la dinastía Qing, ya bamboleante como resultado de la rebelión Taiping.

### Dimisión

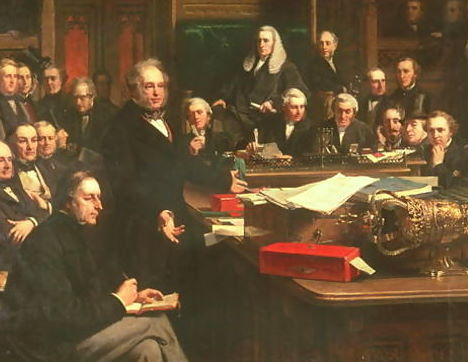
Lord Palmerston dirigiéndose a la Cámara de los Comunes durante los debates sobre el tratado de Francia en febrero de 1860, pintado por John Phillip (1863).

Después de las elecciones, Palmerston aprobó la Matrimonial Causes Act 1857, que por vez primera permitió a los tribunales otorgar el divorcio y sacar el divorcio de la jurisdicción de los tribunales eclesiásticos. Los que se oponían en el Parlamento, entre ellos Gladstone, fueron los primeros en la historia británica de intentar frustrar un proyecto de ley mediante el filibusterismo. A pesar de ello, Palmerston estaba decidido a que se aprobara la propuesta, lo que logró. En junio llegaron noticias al Reino Unido de la rebelión de la India de 1857. Palmerston envió a Sir Colin Campbell y refuerzos a la India. Palmerston también estuvo conforme en transferir la autoridad de la Compañía Británica de las Indias Orientales a la Corona. Esto lo llevó a cabo mediante la Government of India Act de 1858 («Ley de gobierno de la India»). Después de que el republicano italiano Felice Orsini intentara asesinar al emperador francés con una bomba fabricada en el Reino Unido, los franceses se indignaron (véase el Asunto Orsini). Palmerston introdujo una propuesta sobre Conspiración para Asesinar, que convertía en delito tramar en el Reino Unido asesinar a alguien en el extranjero. En una primera lectura, los conservadores votaron a favor, pero en una segunda, en contra. Palmerston perdió por diecinueve votos. Por lo tanto, en febrero de 1858 se vio obligado a dimitir.

## Oposición: 1858-1859
Los conservadores carecían de mayoría, y Russell introdujo una resolución en marzo de 1859 defendiendo la ampliación del derecho al voto, a lo que los conservadores se oponían, pero que se llevó a cabo. A la disolución del Parlamento le siguieron unas elecciones generales, que ganaron los whigs. Palmerston rechazó la oferta de Disraeli de convertirse en el líder conservador, pero acudió a la reunión del 6 de junio de 1859 en las Willis's Rooms de la calle St James, donde se formó el Partido Liberal. La reina le pidió a Lord Granville que formase un gobierno, pero aunque Palmerston estuvo de acuerdo con servir a sus órdenes, Russell no. Por lo tanto, el 12 de junio, la reina le pidió a Palmerston que se convirtiera en primer ministro. Russell y Gladstone estuvieron de acuerdo en servir a sus órdenes.

## Primer ministro: 1859-1865
Los historiadores usualmente consideran a Palmerston, a partir de 1859, como el primer Liberal. En su último desempeño del cargo, Palmerston supervisó la aprobación de legislación importante. El de las Ofensas contra la persona de 1861 codificó y reformó la ley, y fue parte de un proceso más amplio de consolidar la ley penal. La Ley de compañías de 1862 fue la base de la moderna legislación corporativa.
La política exterior siguió siendo su principal fortaleza; pensaba que podía formatear si no controlar toda la diplomacia europea, especialmente usando Francia como un aliado vital y socio comercial. Sin embargo, los historiadores a menudo caracterizan su método como ir de farol más que emprendiendo acciones decisivas.

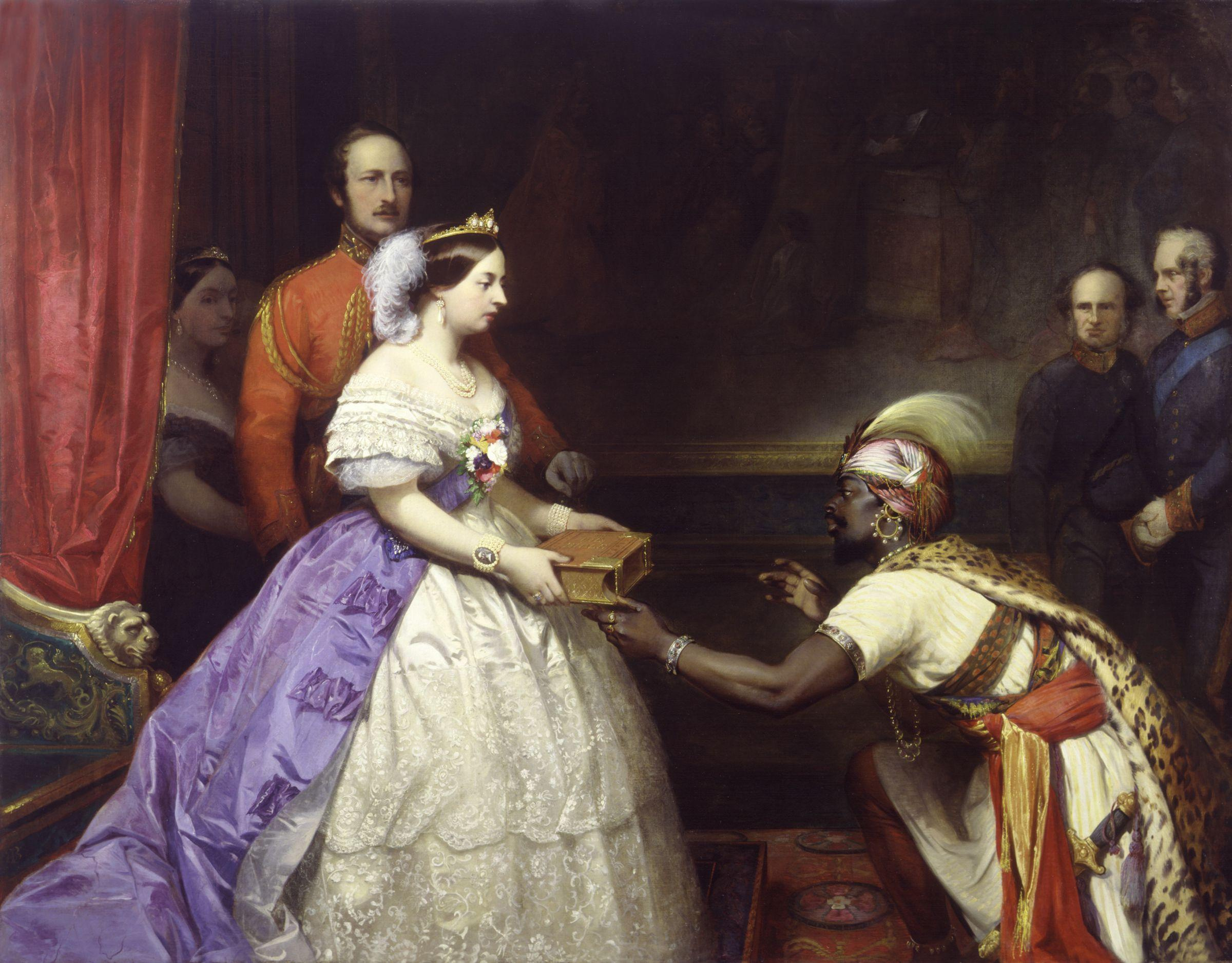
Palmerston, Lord Russell y el príncipe Alberto mirando cuando la reina Victoria regalaba una biblia a un gobernante africano que se está inclinando ante ella.

Algunas personas llamaron a Palmerston un mujeriego; The Times lo nombró Lord Cupido (debido a su apariencia juvenil), y se le mencionó, a los 79 años de edad, como parte codemandada en un caso de divorcio de 1863, aunque resultó que el caso no era más que un intento de extorsión.

### Relaciones con Gladstone
Aunque Palmerston y William Gladstone se trataron como caballeros, estaban enfrentados fundamentalmente sobre los nombramientos eclesiásticos, asuntos exteriores, la defensa y la reforma; el mayor problema de Palmerston durante su último período como líder fue cómo manejar a su Chancellor of the Exchequer. Un miembro del gabinete comentó al parlamentario Sir William Gregory que «a comienzos de cada sesión y después de cada fiesta, el señor Gladstone solía venir cargado de todo tipo de planes para todo tipo de reformas que, en su opinión, eran absolutamente necesario que se emprendieran de inmediato. Palmerston solía mirar fijamente el papel que tenía ante él, sin decir nada hasta que se producía un respiro en la verborrea de Gladstone. Entonces golpeaba la mesa y decía alegremente: "Ahora, señores y caballeros, vamos a trabajar".» Palmerston le dijo a Lord Shaftesbury: «Gladstone pronto se saldrá con la suya en todo y en cuanto esté en mi lugar todos tendremos cosas extrañas». Le dijo a otro amigo que creía que Gladstone hundiría al Partido Liberal y acabaría en un manicomio.
Cuando en mayo de 1864 el parlamentario Edward Baines presentó la Ley de Reforma en los Comunes, Palmerston ordenó a Gladstone que no se comprometiera, ni a él ni al gobierno en ningún plan particular. En lugar de eso, Gladstone dijo en su discurso en los Comunes que no veía por qué cualquiera no iba a votar en favor de la propuesta a menos que estuviera mentalmente incapacitado, pero añadió que esto no saldría a menos que la clase trabajadora mostrara interés en la reforma. Palmerston creía que esto era incitar a los trabajadores a empezar la agitación y le dijo a Gladstone: «A lo que cada hombre y mujer tienen derecho también, es a estar bien gobernados y bajo leyes justas, y los que proponen un cambio deben mostrar que la organización actual no logra esos objetivos».
La intervención francesa en Italia había creado el miedo a la invasión, y Palmerston estableció una Comisión Real para la Defensa del Reino Unido que informó en 1860. Recomendó un amplio programa de fortificaciones para proteger los puertos y Royal Navy Dockyards, que Palmerston apoyó con vigor. Gladstone objetó que iba a ser enormemente caro, y amenazó una y otra vez con dimitir como canciller cuando se aceptó la propuesta. Palmerston dijo que había recibido tantas cartas de dimisión de Gladstone que temía que incendiarían la chimenea.

### Relaciones con Lord Lyons
Antes y durante la guerra de Secesión, el embajador británico en los Estados Unidos fue un íntimo amigo y aliado de Palmerston, Richard Lyons, II barón Lyons. Palmerston había nombrado primero a Richard Lyons para el Servicio Exterior en 1839, y fue un íntimo amigo de su padre, Edmund Lyons, I barón Lyons, con quien había defendido con vehemencia incrementar la agresión en la guerra de Crimea. Tanto Palmerston como Lyons tenían unas simpatías sociopolíticas similares: ambos defendían la monarquía y el intervencionismo en el extranjero. A lo largo de la guerra de Secesión estadounidense, Palmerston y Richard Lyons mantuvieron una amplia correspondencia confidencial. Sus acciones fueron responsables de la pacífica resolución del Asunto Trent. Cuando Lyons dimitió del cargo de embajador en los EE. UU., Palmerston intentó convencerle de que volviera, pero Lyons declinó la oferta.

### Guerra de secesión estadounidense
Las simpatías de Palmerston en la guerra de Secesión (1861-65) estaban con los secesionistas Estados Confederados de América. Aunque se oponía al comercio de esclavos y a la esclavitud, mantuvo una hostilidad durante toda su vida contra los Estados Unidos, y creía que la disolución de la Unión debilitaría a los EE. UU., apuntalando de esta manera el poder británico. Además, la Confederación «proporcionaría un mercado grande y valioso para las manufacturas británicas».
El Reino Unido emitió una proclamación de neutralidad a comienzos de la guerra de Secesión el 13 de mayo de 1861. La Confederación fue reconocida como un beligerante pero era demasiado prematuro reconocerla como un estado soberano. El Secretario de Estado de los Estados Unidos, William H. Seward, amenazó con tratar como hostil a cualquier país que reconociera a la Confederación. El Reino Unido dependía más del maíz estadounidense que del algodón confederado, y una guerra con los EE. UU. no beneficiaría los intereses económicos británicos. Palmerston ordenó que se enviaran refuerzos a la provincia de Canadá porque estaba convencido de que el Norte haría la paz con el Sur y luego invadiría Canadá. Se sintió muy satisfecho con la victoria confederada en la Primera batalla de Bull Run en julio de 1861, pero quince meses después sintió: 

«...la guerra estadounidense... ha dejado manifiestamente de tener ningún objeto asequible por lo que a los norteños se refiere, salvo librarse de unos miles de problemáticos irlandeses y alemanes. Debe reconocerse, no obstante, que la raza anglosajona en ambos lados ha mostrado coraje y resistencia muy honorable para su linaje».

El asunto Trent en noviembre de 1861 produjo una indignación pública en el Reino Unido y una crisis diplomática. Un navío de guerra estadounidense paró al vapor británico Trent y capturó dos enviados confederados en route hacia Europa.  Palmerston llamó a la acción «un declarado y repugnante insulto», exigió la liberación de los dos diplomáticos y ordenó que fueran tres mil soldados a Canadá. En una carta a la reina Victoria el 5 de diciembre de 1861 dijo que si no se accedía a sus demandas: 

«Gran Bretaña está en mejor forma que en cualquier otro tiempo pasado para infligir un severo golpe y dar una lección a los Estados Unidos que no se olvidará pronto».

 En otra carta a su ministro de exteriores, predijo la guerra entre el Reino Unido y la Unión:

«Es difícil no llegar a la conclusión de que el odio rabioso hacia Inglaterra que es azuzado por los irlandeses exiliados que dirigen casi todos los periódicos norteños, excitará de tal manera a las masas que hará imposible a Lincoln y Seward satisfacer nuestras demandas; por lo tanto, debemos esperar la guerra como resultado probable».

De hecho, no había ningún irlandés controlando ninguno de los principales periódicos del Norte, y los EE. UU. decidieron liberar a los prisioneros más que arriesgarse a una guerra. Palmerston estaba convencido de que la presencia de tropas en Canadá convenció a los EE. UU. para ceder.
El buque corsario CSS Alabama, construido en el puerto británico de Birkenhead, fue otra dificultad para Palmerston. El 29 de julio de 1862, el informe de un oficial que había encargado le advirtió de que detuviera al Alabama, pues su construcción era una ruptura de la neutralidad británica. Palmerston ordenó que se parara el Alabama el 31 de julio, pero ya había salido al mar antes de que la orden llegara a Birkenhead. En su viaje posterior, el Alabama capturó destruyó muchos mercantes unionistas, lo mismo que hicieron otros aparejados en el Reino Unido. Los EE. UU. acusaron al Reino Unido de complicidad en la construcción de estos barcos. Esta fue la fuente de las Reclamaciones de Alabama de la posguerra por daños contra el Reino Unido, que Palmerston se negó a pagar. Después de su muerte, Gladstone reconoció las pretensiones estadounidenses y estuvo conforme en un arbitraje, que resultó en el pago de una indemnización de quince millones de dólares por los daños.
Después de que el presidente Abraham Lincoln anunciara, en septiembre de 1862, que iba a publicar la Proclamación de Emancipación en noventa días, el gabinete debatió la intervención como un movimiento humanitario para detener una posible guerra racial. En el otoño de 1862, Gladstone, entonces Chancellor of the Exchequer, abrió un debate en el gabinete sobre si los británicos deberían intervenir. Gladstone tenía una imagen favorable de la Confederación, y de hecho de la esclavitud (la riqueza de su familia dependió de la esclavitud en las Indias Occidentales). Enfatizó que la intervención humanitaria para parar la asombrosa sangría de muertos, el riesgo de una guerra racial, y el fracaso de la Unión a la hora de lograr resultados militares decisivos.
En ese momento, sin embargo, se producía otra crisis del gabinete en Francia sobre el derrocamiento del rey griego y la creciente Cuestión Oriental en relación con Rusia. El gobierno británico debía determinar qué era más urgente, la situación en Norteamérica o contener a Rusia. Decidieron dar prioridad a las amenazas más cercanas a casa. El gabinete decidió que la situación en Norteamérica era menos urgente que la necesidad de contener a los rusos, de manera que rechazó la sugerencia de Gladstone. Declinaron la propuesta francesa de una intervención conjunta en América; la supuesta guerra racial que amenazaba el país en relación con la esclavitud nunca llegó a tener lugar. Palmerston rechazó todos los intentos posteriores de la Confederación de obtener el reconocimiento británico.

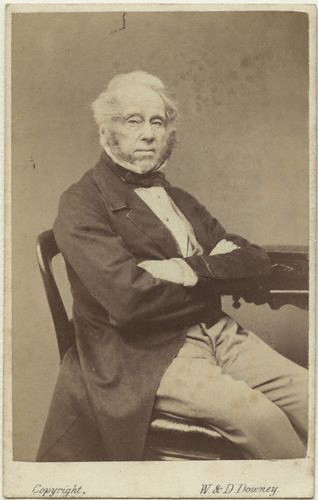
Carte de visite representando a Lord Palmerston, 1863.

### Dinamarca
El primer ministro prusiano Otto von Bismarck quería anexionarse el territorio danés de Schleswig y el alemán de Holstein, cuyo duque era el rey de Dinamarca, principalmente por el puerto de Kiel, y se alió con Austria con este propósito. En un discurso ante la Cámara de los Comunes el 23 de julio de 1863, Palmerston dijo que el gobierno británico, como los de Francia y Rusia, deseaba que «la independencia, la integridad y los derechos de Dinamarca se mantuvieran. Estamos convencidos —yo estoy convencido al menos— de que si se hace algún intento violento de abolir esos derechos e interferir con esa independencia, los que lo intenten encontrarán como resultado de que no será Dinamarca sola a la que tendrán que enfrentarse». La postura de Palmerston deriva de la creencia tradicional de que Francia era una amenaza mayor para el Reino Unido y que era más fuerte que Austria y Prusia.
Durante cinco meses, Bismarck no hizo nada. Sin embargo, en noviembre el gobierno danés instituyó una nueva constitución en la que Holstein se unía más estrechamente a Dinamarca. Schleswig ya había sido parte de Dinamarca durante siglos. A finales de año, los ejércitos prusiano y austríaco estaban reunióndose en el río Eider. El 1 de febrero de 1864, los ejércitos austriaco-prusianos invadieron Schleswig-Holstein, y diez días después el gobierno danés pidió ayuda a los británicos para resistirse a ellos. Russell urgió a Palmerston para que enviara una flota a Copenhague y convenciera a Napoleón III para que movilizase a sus soldados que estaban ubicados en las fronteras con las provincias renanas de Prusia. Palmerston replicó que la flota no podía hacer mucho para ayudar a los daneses en Copenhague y que nada debía hacerse para convencer a Napoleón de que cruzara el Rin.
En abril la armada austriaca se dirigía a atacar Copenhague, y Palmerston vio al embajador austriaco y le informó de que el Reino Unido no podía permitir a su armada navegar por el canal de La Mancha si su pretensión era atacar Dinamarca, y que si entraba en el Báltico el resultado sería la guerra con el Reino Unido. El embarjador replicó que la armada austriaca no entraría en el Báltico y no lo hizo.
Palmerston aceptó la sugerencia de Russell de que la guerra podía arreglarse en una conferencia, pero en la posterior Conferencia de Londres de 1864 en mayo y junio los daneses rechazaron aceptar su pérdida de Schleswig-Holstein. El armisticio terminó el 26 de junio y tropas austro-prusianas rápidamente invadieron más territorio danés. El 25 de junio el gabinete estaba en contra de ir a la guerra por salvar Dinamarca, pero la sugerencia de Russell de enviar la Royal Navy a defender Copenhague fue solo apoyada por el voto de Palmerston. Palmerston, sin embargo, dijo que la flota no podía enviarse a la vista de la profunda división del gabinete.
El 27 de junio Palmerston dio su discurso en los Comunes y dijo que el Reino Unido no iría a la guerra con las potencias alemanas a menos que la existencia de Dinamarca como poder nación soberana estuviera en juego o que se amenazara su capital. Los conservadores replicaron que Palmerston había traicionado a los daneses y se aprobó una moción de censura por nueve votos en la Cámara de los Lores. En el debate en los Comunes, el parlamentario conservador General Peel dijo: «Ha llegado a esto, ¿que las palabras del Primer Ministro de Inglaterra, pronunciadas en el Parlamento de Inglaterra, tienen que ser consideradas como meras amenazas vacías de las que las potencias extranjeras pueden reírse y despreciar?». Palmerston replicó en la última noche del debate: «Digo que Inglaterra sigue tan alta como nunca y aquellos que dicen que ha caído en la estima del mundo no son los hombres a quienes el honor y la dignidad de Inglaterra debe confiarse».
El voto de censura fue derrotado por 313 votos a 295, con los viejos enemigos de Palmerston en el campo pacifista, Cobden y Bright, votando por él. El resultado de la votación fue anunciado a las 2:30 de la mañana, y cuando Palmerston oyó las noticias corrió escaleras arriba a la Galería de las Damas y abrazó a su esposa. Disraeli escribió: «Qué agallas para subir esas horribles escaleras a las tres de la mañana, ¡y a los ochenta años!».
En un discurso en su distrito electoral de Tiverton en agosto, Palmerston dijo a sus electores:

Estoy seguro de que cada inglés tiene un corazón en su pecho y un sentimiento de justicia en su mente, simpatiza con esos desafortunados daneses (vítores), y desearía que este país pudiera haber sido capaz de sacar la espada con éxito en su defensa (siguen los vítores); pero estoy satisfecho de que aquellos que reflexionen sobre la temporada del año en que esa guerra estalló, en los medios que este país podía haber aplicado para decidir en un sentido ese tema, estoy satisfecho de que aquellos que reflexiones sobre ello pensarán  que actuamos sensatamente al no embarcarnos en esa disputa. (Vítores.) Haber enviado una flota a mediados del invierno al Báltico... cualquier marinero te diría que era imposible, pero si hubiera podido hacerlo, no habría servido de nada. Los barcos en el mar no pueden detener ejércitos en tierra, y haber intentado detener el avance de un ejército enviando una flota al Báltico habría sido como intentar hacer algo que es imposible lograr. (Sí, señor.) Si Inglaterra hubiera podido enviar un ejército, y aunque todos sabemos cuán admirable es ese ejército a la hora de establecer la paz, debemos reconocer que no tenemos medios para enviar una fuerza igual para enfrentarse con los 300.000 o 400.000 hombres que los 30 o 40 millones de Alemania podían haber enfrentado a nosotros, y que semejante intento sólo habría asegurado una vergüenza incómoda —no para el ejército, es verdad, sino para el gobierno que enviara una fuerza inferior y esperase que tuviera éxito frente a una fuerza muy superior. (Vítores.) ... No creemos que la causa danesa fuera considerada como suficientemente británica, y como suficientemente defensora de los intereses y la seguridad y el honor de Inglaterra, como para justificar que se le pida al país que haga esos esfuerzos que semejante guerra habría hecho necesarios.

Los líderes europeos se vieron, confusos, incapaces de arreglar el asunto mediante un compromiso pacífico. La diplomacia británica estaba igual. Su biógrafo William Baring Pemberton apuntó: «El fracaso de Palmerston al entender a Bismarck está en la raíz de su incomprensión de la cuestión de Schleswig-Holstein, y deriva de la incapacidad del anciano de adaptarse a un mundo cambiante». Por lo tanto, el Reino Unido fue incapaz de detener a Prusia y no comprendió las ambiciones de Bismarck. El historiador ruso Vinogradov V. N. escribe: «En lugar de la anterior perspicacia vino el juicio sesgado y la tozudez de defender puntos de vista pasados de moda. Palmerston siguió considerando a Prusia como un «instrumento en manos de Austria», su ejército —débil y destinado a la derrota, y su público — formado por estudiantes de mentalidad romántica y profesores soñadores. Y Otto von Bismarck tranquilamente anexionó los dos ducados a Prusia, y al mismo tiempo el condado de Lauemburgo». El Reino Unido en realidad aprobó este primer paso a la emergencia del Reich, a la unificación de Alemania bajo el liderazgo de Prusia por «sangre y hierro».

### Victoria electoral
Palmerston ganó otra elección general en julio de 1865, incrementando su mayoría. El liderazgo de Palmerston fue un gran activo electoral para el Partido Liberal. Tuvo entonces que lidiar con el estallido de la violencia feniana en Irlanda. Palmerston ordenó al Lord teniente de Irlanda, Lord Wodehouse, que tomara medidas en contra de esto, incluyendo una posible suspensión del juicio por jurado y controlara a los estadounidenses que viajaran a Irlanda. Creía que la agitación feniana estaba causada por Estados Unidos. El 27 de septiembre de 1865 escribió a su ministro de la Guerra:

El asalto estadounidense sobre Irlanda bajo el nombre de fenianismo puede decirse hoy que ha fracasado, pero la serpiente ha sido solo acallada y no muerta. Está lejos de ser imposible que los conspiradores estadounidenses puedan intentar y obtener nuestras provincias norteamericanas en compensación por su derrota en Irlanda.

Aconsejó que se enviara más armamento a Canadá y más tropas a Irlanda. Durante estas últimas semanas de vida, Palmerston reflexionó sobre el desarrollo de los asuntos exteriores. Empezó a pensar en una nueva amistad con Francia como «una especie de alianza defensiva preliminar» contra los Estados Unidos, y esperaba que Prusia se hiciera más poderosa, pues así equilibraría la creciente amenaza de Rusia. En una carta a Russell advirtió que Rusia «se convertiría con el tiempo en una potencia casi tan grande como el antiguo Imperio Romano ... Alemania debería ser fuerte para resistir la agresión rusa». Hoy, después de dos guerras mundiales, en las que Alemania fue sin duda el agresor, tales palabras pueden sonar muy raras.

## Muerte
Palmerston disfrutó de una salud robusta en la ancianidad, viviendo en Romsey en su casa Foxhills, construida alrededor de 1840. El 12 de octubre de 1865 cogió frío, y en lugar de retirarse inmediatamente a la cama pasó una hora y media entreteniéndose. Luego tuvo una fiebre violenta pero su condición se estabilizó durante unos pocos días. Sin embargo, en la noche del 17 de octubre su salud empeoró, y cuando su médico le preguntó si creía en la regeneración del mundo a través de Jesucristo, Palmerston contestó: «Oh, claro». Sus últimas palabras fueron «Ese es el artículo 98; ahora vamos al siguiente». (Estaba pensando en tratados diplomáticos). Una versión apócrifa de sus últimas palabras es «Morir, ¿querido doctor? Es lo último que haré». Murió a las 10:45 de la mañana del miércoles, 18 de octubre de 1865 dos días antes de su ochenta y un cumpleaños. Aunque Palmerston quiso ser enterrado en la  abadía de Romsey, el gabinete insistió en que debía tener un funeral de estado y que fuera enterrado en la abadía de Westminster, que es lo que ocurrió, el 27 de octubre de 1865. Fue la cuarta persona ajena a la nobleza a quien se otorgó un funeral de estado (después de Sir Isaac Newton, Lord Nelson, y el duque de Wellington).
La reina Victoria escribió después de su muerte que aunque lamentaba su muerte, a ella nunca le había gustado ni lo respetaba: «Raro, y solemne pensar que ese hombre tan fuerte y decidido, con tanta ambición mundana – ¡ido! A menudo Nos preocupó y perturbó, aunque como primer ministro se había portado muy bien." Florence Nightingale reaccionó de otra forma al conocer su muerte: «Será una gran pérdida para nosotros. Aunque bromeaba cuando se le pedía que hiciera lo correcto, siempre lo hacía. Nadie más sería capaz de llevar a cabo las cosas a través del gabinete como él lo hacía. Perderé un poderoso protector... Era mucho más serio que lo que parecía. Él no se hizo justicia».
Le sucedió su hijastro William Cowper-Temple (más tarde nombrado el I barón Mount Temple), cuya herencia incluyó una finca de 10 000 acres en el norte del condado de Sligo en el oeste de Irlanda, en la que su padrastro había encargado la edificación del inacabado castillo de Classiebawn.

## Legado
El historiador Algernon Cecil, resumió su grandeza:
Palmerston puso su confianza... en la Prensa que se esforzó por manipular; en el Parlamento, que aprendió a manipular mejor que cualquier otro hombre viviente; y el País, cuyo temperamento supo mejor que nadie captar y el peso de su nombre y recursos que le llevó a soportar cualquier negociación con un descaro patriótico que nunca ha sido superado.
Palmerston ha sido visto tradicionalmente como «un conservador en casa y un liberal fuera». Creía que la constitución británica tal como quedó asegurada por la Revolución gloriosa de 1688 era la mejor que realizaron manos humanas, con una monarquía constitucional sometida a las leyes de la tierra pero conservando algo de poder político. Apoyó el estado de derecho y se opuso a mayor democratización tras la Ley de Reforma de 1832. Deseó ver este sistema liberal de una constitución mixta entre los dos extremos de la monarquía absoluta y la democracia republicana reemplazar a las monarquías absolutas en el Continente. Más recientemente algunos historiadores han visto su política doméstica como primer ministro no simplemente como liberal sino genuinamente progresista por para los estándares de su época.

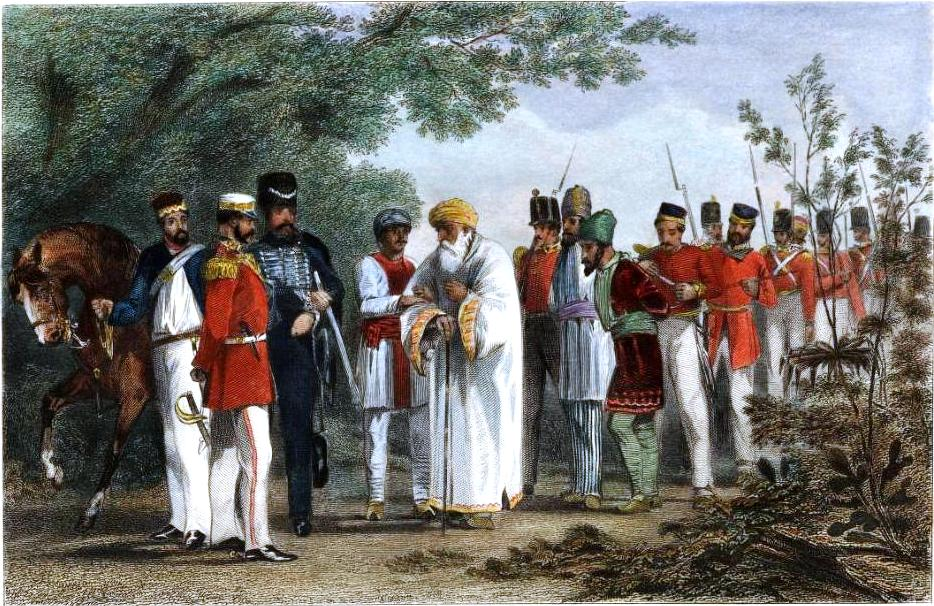
Palmerston estuvo de acuerdo en transferir la autoridad de la Compañía Británica de las Indias Orientales a la Corona.

Sin embargo, es en los asuntos exteriores en lo que Palmerston es principalmente recordado. El principal propósito de Palmerston en política exterior fue promover los intereses nacionales de Inglaterra. Palmerston es famoso por su patriotismo. Lord John Russell dijo que «su corazón siempre latía por el honor de Inglaterra». Palmerston creía que iba en los intereses del Reino Unido que se establecieran gobiernos liberales en el Continente. También practicó política de riesgo calculado y faroleó fingiendo que estaba preparado a amenazar con la guerra para lograr los intereses del Reino Unido.
Los logros de la política exterior de Palmerston tuvieron corto recorrido. Las condiciones de paz del Congreso de París colapsó con la derrota de Francia en la guerra contra Prusia en 1870-71. El equilibrio europeo quedó desequilibrado con la unificación de Alemania bajo el liderazgo de Prusia en 1871.
Cuando en 1886 Lord Rosebery fue nombrado ministro de Asuntos Exteriores en el gobierno de Gladstone, John Bright le preguntó si había leído algo sobre las políticas de Palmerston como ministro de Exteriores. Rosebery replicó que lo había hecho. «Luego», dijo Bright, «sabes lo que tienes que evitar. Haz justo lo contrario a lo que él dijo. Su administración en el Foreign Office fue un largo crimen». El marqués de Lorne dijo de Palmerston en 1866: «Amó a su país y su país lo amó a él. Vivió por su honor, y estimará su memoria»."
En 1889 Gladstone recordaba una historia de cuando «un francés, creyendo que estaba siendo muy halagador, dijo a Palmerston: "Si no fuera un francés, desearía ser un inglés"; a lo que Pam fríamente respondió: "Si yo no fuera un inglés, desearía ser un inglés".» Cuando Winston Churchill hizo campaña para el rearme en los años treinta, se le comparó con Palmerston al advertir a la nación de que cuidara sus defensas. La política de apaciguamiento llevó al general Jan Smuts a escribir en 1936 que «tenemos miembro de nuestras propias sombras. A veces echo en falta un rufián como Palmerston o cualquier hombre que fuera algo más que una ristra de lugares comunes y disculpas».
Era también un decidido abolicionista cuyos intentos de abolir el comercio de esclavos fue uno de los elementos más consistentes de su política exterior. Su oposición al comercio de esclavos creó tensiones con los países sudamericanos y los Estados Unidos sobre su insistencia en que la Royal Navy tenía derecho a registrar los buques de cualquier país si sospechaban que tales buques se usaban en el comercio atlántico de esclavos.
El historiador A.J.P. Taylor ha resumido su carrera enfatizando las paradojas:
Durante veinte años ministro junior en un gobierno tory, se convirtió en el más exitoso de los ministros de Exteriores whigs; aunque siempre fue conservador, terminó su vida presidiendo la transición desde el whigismo al liberalismo. Era el exponente de la fortaleza británica, y aun así fue expulsado del cargo por ceder ante un déspota extranjero; predicó el Equilibrio de Poder, y aun así ayudó a inaugurar la política de aislamiento y de la retirada británica de Europa. Irresponsable y frívolo, se convirtió en el primer héroe del electorado serio de clase media. Alcanzó un alto cargo solamente a través de una conexión familiar irregular; lo conservó a través de un hábil uso de la prensa –el único primer ministro en convertirse en un líder-escritor consumado.
Palmerston es también recordado por su enfoque alegre del gobierno. Se dice que en cierta ocasión, respecto al irresoluble problema de Schleswig-Holstein, que sólo tres personas han entendido jamás el problema: uno fue el príncipe Alberto, quien estaba muerto; el segundo fue un profesor alemán, quien había enloquecido; y el tercero era él mismo, quien lo había olvidado.
The Life of Lord Palmerston up to 1847 («La vida de Lord Palmerston hasta 1847») fue escrita por Lord Dalling (Sir H. Lytton Bulwer), volúmenes I y II (1870), volumen III editado y en parte escrito por Evelyn Ashley (1874), tras la muerte del autor. Ashley completó la biografía en dos volúmenes más (1876). Toda la obra fue reeditada en una forma revisada y ligeramente resumida por Ashley en dos volúmenes en 1879, con el título The Life and Correspondence of Henry John Temple, Viscount Palmerston («La vida y correspondencia de Henry John Temple, vizconde Palmerston»); las cartas están sensatamente acortadas, pero desafortunadamente sin indicar dónde se producían los cortes; los apéndices de la obra original se han omitido, pero se añadió mucha más materia fresca, y esta edición es sin duda la biografía estándar.

### Topónimos

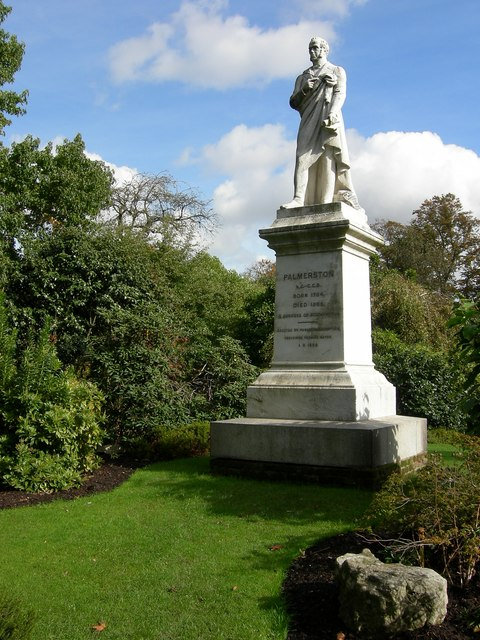
Monumento a Palmerston en Southampton

- La ciudad de Palmerston ubicada en el suroeste de Ontario, Canadá, se fundó y recibió su nombre por lord Palmerston en 1875. Palmerston es actualmente parte de la ciudad fusionada de Minto.
- Dos lugares distintos en Nueva Zelanda reciben su nombre por él: la ciudad de Palmerston, en la Isla del Sur, y la ciudad de Palmerston North, en la del Norte.
- La ciudad australiana de Darwin fue previamente llamada Palmerston en honor del vizconde. Sin embargo, una ciudad satélite llamada Palmerston fue establecida justo al lado de Darwin en 1971.
- Isla Palmerston es el más septentrional del Grupo Meridional de las islas Cook en el Pacífico Sur. Entre las aproximadamente 15 islas del atolón, la isla de Palmerston es la única habitada.
- En la zona Rathmines de Dublín 6 en los suburbios meridionales, las villas reciben su nombre de Lord Palmerston, así como Temple Road y Palmerston Road. Ambas están casi traducidas de formas diferentes como Bóthar an Stiguaire, Bóthar P(h)almerston, Bóthar Baile an Phámar y Bóthar an Teampaill.
- Varios lugares en Portsmouth reciben su nombre de Palmerston – especialmente el precinto principal de compras de Southsea, Palmerston Road.
- Palmerston Road en East Sheen, Londres, SW14.
- Palmerston Place en el West End (Edimburgo), EH12.
- Palmerston Road en Walthamstow, Londres & The Lord Palmerston Pub en el cruce entre Palmerston Road y Forest Road.
- El pub Lord Palmerston en Dartmouth Park, Londres, NW5 se llama así por Palmerston.
- Palmerston Park y el Palmerston Hotel en Tiverton (Devon), el distrito de Lord Palmerston, reciben su nombre de él.
- Palmerston Park, Southampton fue llamado así por él, como la cercana Palmerston Road. Una estatua de mármol de 2,13 metros de Palmerston fue erigida en el parque y descubierta el 2 de junio de 1869.[72]
- Palmerston Street en Derby.
- Palmerston Street en Bedford.
- Palmerston Road y Palmerston Park en el este de Belfast.
- Palmerston Boulevard y Palmerston Avenue en Toronto se llaman así por él.
- Palmerston Street en Romsey, Hampshire; hay también una estatua de él en la plaza del mercado.